# Finlanda
Finlanda (în finlandeză Suomi; în suedeză Finland), denumită oficial Republica Finlanda, este o țară nordică situată în regiunea finoscandică a Europei de Nord. Se învecinează cu Suedia la vest, cu Norvegia la nord și cu Rusia la est, în timp ce Estonia se află la sud, peste Golful Finlandei.
În Finlanda trăiesc aproximativ 5,6 milioane de oameni, majoritatea fiind concentrată în regiunile sudice. În termeni de suprafață, este a opta țară din Europa și cea mai rarefiat populată țară a Uniunii Europene. Din punct de vedere politic, este o republică parlamentară, cu un guvern central aflat în capitala Helsinki, și cu guverne locale în cele 336 de comune și o regiune autonomă, Insulele Åland. Circa un milion de locuitori trăiesc în Zona Metropolitană Helsinki (formată din Helsinki, Espoo, Kauniainen și Vantaa) și o treime din PIB se produce acolo. Alte mari orașe sunt Tampere, Turku, Oulu, Jyväskylä, Lahti și Kuopio.
Din secolul al XII-lea și până la începutul secolului al XIX-lea, Finlanda a constituit provincia estică a Suediei. Apoi a devenit Mare Ducat autonom în cadrul Imperiului Rus până la Revoluția Rusă. Aceasta s-a soldat cu declararea independenței Finlandei, urmată de un război civil în care „roșiii” pro-bolșevici au fost învinși de „albii” pro-conservatori cu ajutorul Imperiului German. După o scurtă tentativă de a înființa o monarhie, Finlanda a devenit republică. Experiența Finlandei în al Doilea Război Mondial s-a centrat pe trei conflicte armate separate: Războiul de Iarnă (1939–1940) și Războiul de Continuare (1941–1944) împotriva Uniunii Sovietice; și Războiul Laponiei (1944–1945) împotriva Germaniei Naziste. În fiecare război, mareșalul Mannerheim a fost comandantul general al armatei finlandeze. După sfârșitul războiului, Finlanda a aderat la Națiunile Unite în 1955, la OECD în 1969, la Uniunea Europeană în 1995, la zona euro de la începutul ei în 1999, și la NATO în 2023. În această perioadă, a construit un amplu stat social.
Finlanda s-a industrializat târziu, rămânând țară predominant agrară până în anii 1950. După aceea, dezvoltarea economică a fost rapidă, astfel încât, cu un venit pe cap de locuitori de 49.000 de dolari (2011), Finlanda este una dintre cele mai bogate țări din lume. Conform unor măsuri, Finlanda are cel mai bun sistem de educație din Europa și este considerată una dintre cele mai pașnice și mai competitive din punct de vedere economic țări din lume. S-a clasat și ca una dintre țările lumii cu cea mai mare calitate a vieții.

## Etimologia și noțiunea de „Finlanda”

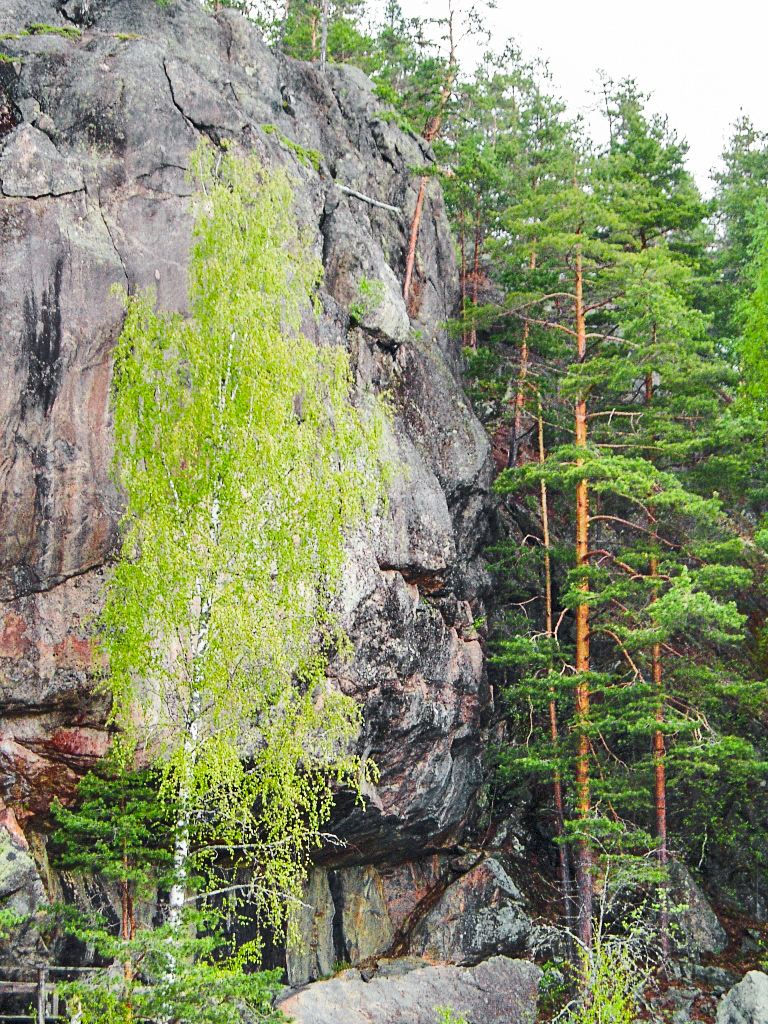
Picturile pe stâncă Astuvansalmi de la. Cele mai vechi datează din 3000-2500 î.e.n.

### Etimologie

#### Finland
Numele de Finlanda apare pe trei pietre runice. Două s-au găsit în provincia suedeză Uppland și poartă inscripția finlonti (U 582). A treia s-a găsit în Gotland, în Marea Baltică. Ea poartă inscripția finlandi (G 319) și datează din secolul al XIII-lea.

#### Suomi
Numele de Suomi are origini incerte, dar un posibil cuvânt asociat este termenul protobaltic *źemē, care înseamnă „pământ”. Pe lângă limbile finice, înrudite cu finlandeza, acest nume se folosește și în limbile baltice letonă și lituaniană. Altfel, s-au propus și termenul indo-european *gʰm-on „om” (cf. goticul guma, latinescul homo), împrumutate ca *ćoma. Cuvântul se referea inițial doar la provincia Finlanda Propriu-Zisă, și ulterior la coasta nordică a Golfului Finlandei, regiunile nordice ca Ostrobothnia fiind la început excluse din noțiune. Teorii mai vechi propun o derivare de la suomaa (țara mlaștinilor sau a ținuturilor umede) sau suoniemi (capul mlaștinii), și paralele între saame (sami, un popor fino-ugric din Laponia) și Häme (o provincie din interiorul continentului), dar aceste teorii sunt considerate depășite.

### Concept
În secolele al XII-lea și al XIII-lea, termenul „Finlanda” a făcut mai ales referire la zona din jurul orașului Åbo (Turku), regiune ulterior denumită Finlanda Propriu-Zisă, în vreme ce alte părți ale țării s-au numit Tavastia și Karelia, dar care puteau fi denumite împreună și „Österland⁠(d)” (ca și Norrland). Politica medievală implica mai degrabă triburi, cum ar fi finii, tavastienii și karelienii, decât limite geografice.
În secolul al XV-lea, „Finland” devenise un nume generic pentru întregul teritoriu aflat la est de Golful Botnic, incluzând, posibil, și Ålandul, pe vremea când arhipelagul era considerat a aparține orașului Åbo (Turku). Ce anume desemnează termenul poate varia însă de la sursă la sursă, limitele la est și la nord nefiind nici ele foarte exacte. O primă atestare oficială a Finlandei ca unitate, fie doar și cu numele, a apărut atunci când Ioan al III-lea al Suediei și-a denumit ducatul „Marele Ducat al Finlandei” (pe la 1580), ca strategie pentru a se opune revendicărilor teritoriale ale țarului Rusiei. Termenul a devenit parte a titlurilor deținute de regele Suediei, fără a avea însă vreo aplicabilitate practică. Teritoriul finlandez avea același statut ca și malul vestic al Golfului Botnic, iar partea finlandeză a regatului avea aceeași reprezentare în parlament ca și cea vestică. În 1637, regina Cristina l-a numit pe Per Brahe cel Tânăr guvernator general al Finlandei, Ålandului și Ostrobothniei (și alte părți ale Suediei aveau guvernatori generali).
Granițele moderne ale Finlandei au apărut abia după sfârșitul uniunii Suedia-Finlanda. În 1809, Rusiei i s-a cedat nu un teritoriu definit denumit „Finlanda”, ci mai degrabă șase provincii, Ålandul, și o mică parte din comitatul Västerbotten. Limita dintre noul Mare Ducat al Finlandei și restul Suediei urma să se traseze fie de-a lungul râului Kemijoki, care reprezenta limita dintre comitatele suedeze Västerbotten și Österbotten (Ostrobothnia) la acea vreme - așa cum au propus suedezii la negocierile pentru pace - fie de-a lungul râului Kalix, cuprinzând astfel și partea finofonă din valea Torne - așa cum au cerut rușii. Limita, care urma râul Torne și râul Muonio până la Fjell Saana⁠(d) și Halti în nord-vest, a fost un compromis, care ulterior a ajuns să definească ceea ce înseamnă Finlanda - cel puțin după ce țarul Alexandru I al Rusiei a permis ca părțile din Finlanda aflate la est de râul Kymi, anexate de Rusia în 1721 și 1743, denumite „Finlanda Veche”, să fie incluse administrativ în „Finlanda Nouă” în 1812.

## Istorie

### Preistorie
Conform dovezilor arheologice, zona ce cuprinde astăzi Finlanda a fost colonizată în preajma anului 8500 î.e.n. în timpul Epocii Pietrei după retragerea ghețurilor din ultima eră glaciară. Artefacte ale primilor coloniști prezintă caracteristici comune cu cele din Estonia, Rusia și Norvegia. Primii oameni erau vânători-culegători, cu unelte de piatră. Primele oale datează din 5200 î.e.n. când a apărut cultura ceramică a pieptenelui. Apariția culturii ceramice cordate în zona coastei de sud a Finlandei între anii 3000 și 2500 î.e.n. ar putea să fi coincis cu revoluția agrară. Chiar și după introducerea agriculturii, vânatul și pescuitul au continuat să fie părți importante ale economiei de subzistență.
Epoca Bronzului (1500–500 î.e.n.) și Epoca Fierului (500 î.e.n.–1200 e.n.) s-au caracterizat prin contacte extensive cu alte culturi din regiunile Baltică și Fennoscandia. Nu există consens privind momentul în care au fost vorbite pentru prima oară limbile indo-europene și cele uralice în zona Finlandei contemporane. În mileniul I e.n., o proto-finlandeză s-a vorbit cel puțin în așezările agrare din Finlanda meridională, în timp ce populațiile vorbitoare de Sami ocupau mare parte din restul țării.

### Epoca suedeză

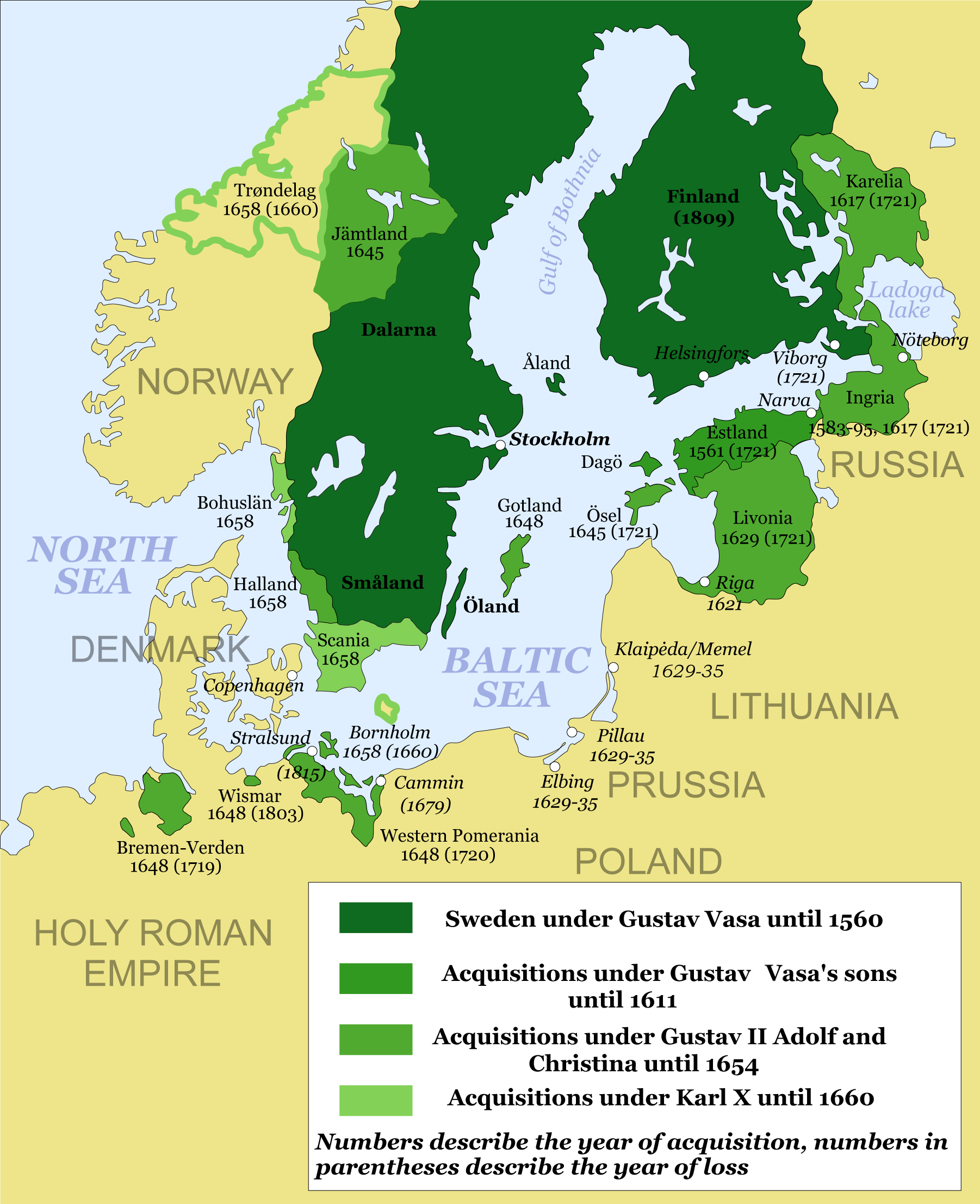
Imperiul Suedez după tratatul de la Roskilde din 1658.
Verde închis: Suedia propriu-zisă, așa cum era reprezentată în Riksdagul Stărilor. Alte tente de verde: dominioane și posesiuni.

Regii suedezi și-au exercitat dominația începând cu Cruciadele Nordului din secolul al XII-lea⁠(en)[traduceți] și până la 1249⁠(en)[traduceți]. Zona Finlandei de astăzi a devenit o parte din regatul suedez centralizat. Coloniști suedofoni au sosit în zonele de coastă în Evul Mediu. În secolul al XVII-lea, suedeza a devenit limba dominantă a nobilimii, administrației și educației; finlandeza a rămas o limbă a țărănimii, clerului și judecătoriilor din regiunile predominant finofone.
În timpul Reformei Protestante, finlandezii au trecut treptat la luteranism. În secolul al XVI-lea, Mikael Agricola a publicat primele opere literare scrise în finlandeză. Prima universitate din Finlanda, Academia Regală din Turku⁠(en)[traduceți], a fost înființată în 1640. Finlanda a suferit o gravă foamete în anii 1696–1697⁠(en)[traduceți], perioadă în care populația finlandeză a scăzut cu o treime și apoi o epidemie de ciumă după câțiva ani⁠(en)[traduceți]. În secolul al XVIII-lea, războaiele între Suedia și Rusia au dus în două rânduri la ocuparea Finlandei de către ruși, războaiele fiind denumite de finlandezi Marea Furie⁠(en)[traduceți] (1714–21) și Mica Furie⁠(en)[traduceți] (1742–43). La acea vreme, denumirea de „Finlanda” era termenul predominant utilizat pentru întreaga zonă dintre granița Suediei cu Rusia și Golful Botnic.

### Perioada țaristă
La 29 martie 1809, după ce a fost cucerită de armatele țarului Alexandru I al Rusiei în Războiul Finlandez⁠(fi)[traduceți], Finlanda a devenit Mare Ducat autonom în cadrul Imperiului Rus până la sfârșitul lui 1917. În 1811 Alexandru I a incorporat gubernia rusească Vîborg în Marele Ducat al Finlandei. În perioada dominației rusești, limba finlandeză a început să capete recunoaștere. Din anii 1860, a început să crească o mișcare naționalistă finlandeză, denumită „Finomanii”⁠(en)[traduceți]. Printre reperele acestei mișcări se numără publicarea a ceea ce avea să devină epopeea națională a Finlandei – Kalevala – în 1835, precum și obținerea pentru limba finlandeză a aceluiași statut cu suedeza, în 1892.
Foametea finlandeză din 1866–1868⁠(en)[traduceți] a ucis 15% din populație, ea fiind astfel una dintre cele mai grave crize alimentare din istoria Europei. Foametea a forțat Imperiul Rus să relaxeze reglementările financiare și investițiile în Finlanda au crescut vreme de câteva decenii. Dezvoltarea economică și politică a fost rapidă. PIB pe cap de locuitor era, totuși, încă jumătate din cel al Statelor Unite și o treime din cel al Regatului Unit.
În 1906, în urma revoluției ruse, s-a introdus votul universal și în Marele Ducat al Finlandei. Relația între Marele Ducat și Imperiul Rus s-a înrăutățit însă, după ce guvernul rus a acționat în sensul restrângerii autonomiei Finlandei. De exemplu, votul universal a fost făcut, în practică, să-și piardă practic efectul, întrucât legile adoptate de parlamentul finlandez trebuia să fie aprobate de țar. Dorința de independență a câștigat teren, la început în rândurile liberalilor radicali și ale socialiștilor.

### Războiul civil și independența

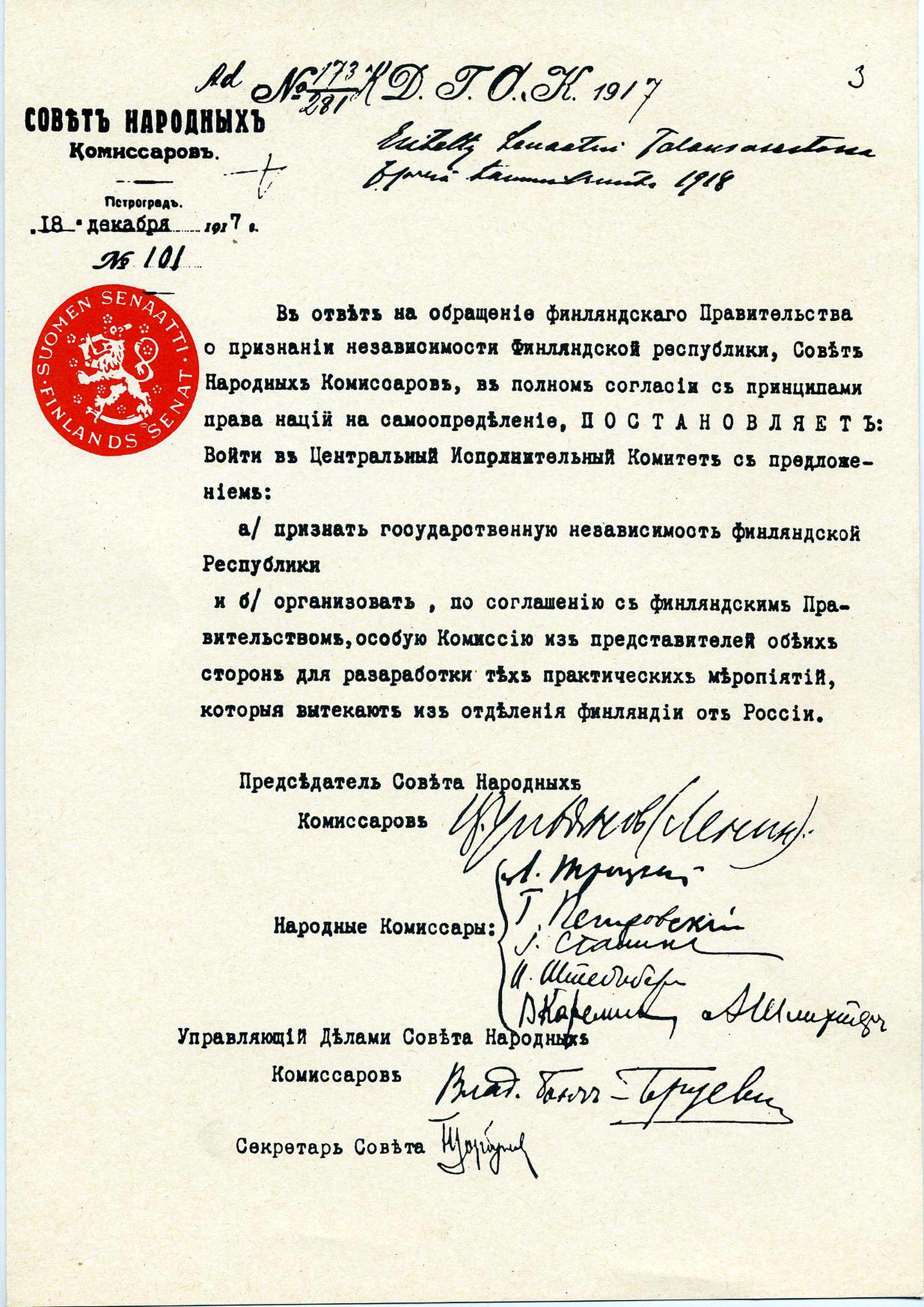
Recunoașterea independenței Finlandei de către Rusia sovietică (în rusă).

După Revoluția din Februarie 1917, poziția Finlandei ca parte a Imperiului Rus a fost pusă în discuție, în principal de către social-democrați. Întrucât șeful statului era țarul Rusiei, nu era clar cine era șeful executivului Finlandei după revoluție. Parlamentul, controlat de social-democrați, a adoptat așa-numita Lege a Puterii prin care și-a asumat autoritatea supremă în stat. Legea a fost respinsă de Guvernul Provizoriu Rus și de partidele de dreapta din Finlanda. Guvernul Provizoriu a dizolvat unilateral parlamentul, ceea ce social-democrații au considerat a fi ilegal, conform Legii Puterii.
S-au ținut noi alegeri, în care partidele de dreapta au obținut o majoritate fragilă. Unii social-democrați au refuzat să accepte rezultatul și au continuat să susțină că dizolvarea parlamentului (și deci și alegerile) au fost ilegale. Cele două blocuri politice de forțe apropiate, partidele de dreapta și partidul social-democrat, s-au poziționat pe poziții adverse.
Revoluția Rusă din Octombrie a schimbat totul. Dintr-o dată, partidele finlandeze de dreapta au început să reconsidere decizia de a bloca transferul puterii executive dinspre guvernul rus spre Finlanda, după ce în Rusia au luat puterea comuniștii radicali. În loc să recunoască autoritatea Legii Puterii dată cu câteva luni în urmă, guvernul de dreapta a declarat independența țării la 6 decembrie 1917.
La 27 ianuarie 1918, s-au tras primele focuri de armă ale Războiului Civil Finlandez în două evenimente simultane. Guvernul începuse să dezarmeze forțele rusești în Pohjanmaa. Partidul Social-Democrat controla sudul Finlandei și orașul Helsinki, dar guvernul alb a funcționat în exil la Vaasa. A urmat scurtul, dar violentul Război Civil Finlandez. Albii susținuți de Imperiul German, au câștigat în fața Roșiilor. După război, zeci de mii de roșii și alte persoane suspecte de simpatii bolșevice au fost închiși în lagăre, unde mii de oameni au murit executați sau de malnutriție și boli. Între roșii și albi a persistat o profundă dușmănie socială și politică până la Războiul de Iarnă și chiar după acesta. Războiul civil și expedițiile activiștilor în Rusia Sovietică au pus presiune pe relațiile de peste granița de est.
După o scurtă tentativă de instaurare a unei monarhii, Finlanda a devenit republică prezidențială, Kaarlo Juho Ståhlberg fiind ales ca primul ei președinte în 1919. Frontiera fino-rusă a fost determinată prin tratatul ruso-finlandez de la Tartu din 1920, urmând în mare parte frontiera istorică, dar transferând Finlandei și Pecenga (în finlandeză Petsamo) cu portul său de la Marea Barents. Democrația finlandeză nu a fost afectată de nicio tentativă de lovitură de stat sovietică și a supraviețuit mișcării anticomuniste Lapua. Relațiile dintre Finlanda și Uniunea Sovietică au fost însă tensionate. Relațiile Germaniei cu Finlanda democratică s-au răcit și ele după venirea la putere a naziștilor. Ofițerii armatei au fost pregătiți în Franța, iar relațiile cu Europa Occidentală s-au întărit.
În 1917, populația era de 3 milioane de oameni. Reforma agrară pe bază de credite, aplicată după Primul Război Mondial, a crescut proporția populației deținătoare de capital. Circa 70% din forța de muncă era ocupată în agricultură și 10% în industrie. Cele mai mari piețe de export au fost Regatul Unit și Germania.

### Al Doilea Război Mondial

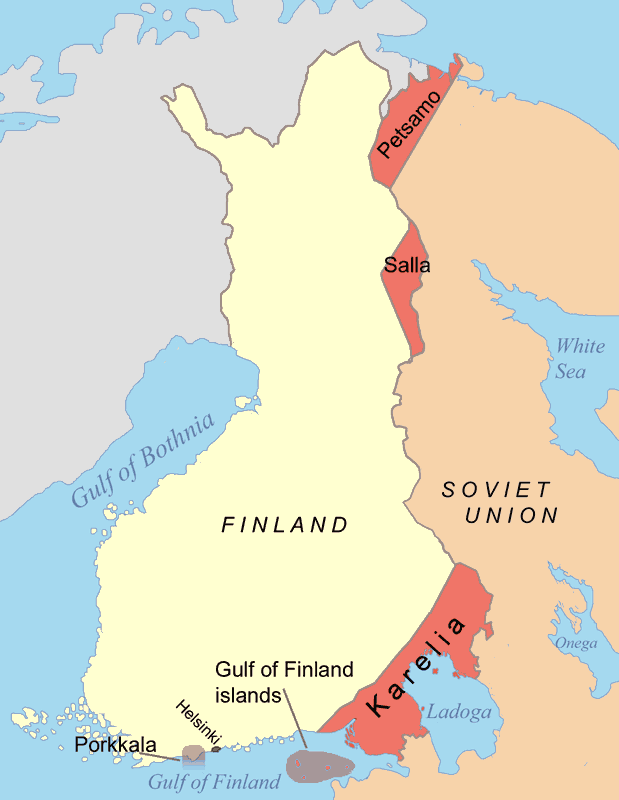
Zonele cedate de Finlanda Uniunii Sovietice după Războiul de Iarnă din 1940 și după Războiul de Continuare din 1944. a fost returnată Finlandei în 1956. Finlanda avea, înainte de cedarea teritorială, o arie de circa.

În timpul celui de al Doilea Război Mondial, Finlanda a luptat de două ori împotriva agresiunii Uniunii Sovietice: în Războiul de Iarnă din 1939–1940 după ce Uniunea Sovietică a atacat-o; și apoi în Războiul de Continuare din 1941–1944, concomitent cu Operațiunea Barbarossa, prin care Germania invadase Uniunea Sovietică. Timp de 872 de zile, armata germană a asediat Leningradul, al doilea oraș al URSS. Asediul Leningradului s-a soldat cu moartea a circa un milion dintre locuitorii orașului. Trupele finlandeze au controlat unele din zonele de lângă oraș, dar au refuzat să-l atace sau să permită germanilor să utilizeze teritoriul finlandez de drept ca bază de atac; este încă controversat dacă se poate spune că finlandezii au contribuit la asediu sau l-au stânjenit. După ce a oprit o ofensivă sovietică masivă⁠(en)[traduceți] în iunie-iulie 1944, Finlanda a cerut armistițiul cu URSS. După armistițiu, a urmat Războiul Laponiei din 1944–45, când Finlanda a împins forțele germane din nordul Finlandei în afara țării.
Tratatele semnate în 1947 și 1948 cu Uniunea Sovietică au cuprins unele obligații și plata de despăgubiri de către Finlanda—precum și alte concesiuni teritoriale începute cu Tratatul de Pace de la Moscova din 1940. Ca urmare a celor două războaie, Finlanda a fost obligată să cedeze mare parte din Karelia Finlandeză, Salla și Petsamo, adică 10% din aria sa totală și 20% din capacitatea industrială, inclusiv porturile Vîborg (Viipuri) și portul neînghețat Liinakhamari⁠(d). Aproape întreaga populație de circa 400.000 de persoane, a fugit din aceste regiuni. Finlanda nu a fost niciodată ocupată de trupe sovietice și și-a conservat independența, cu prețul a 93.000 de soldați uciși, cea mai mare rată de pierderi, raportată la populația țării, din toate țările participante la al Doilea Război Mondial.
Finlanda a respins planul Marshall, aparent pentru a satisface dorințele sovieticilor. Statele Unite au furnizat însă țării un ajutor secret de dezvoltare și au ajutat Partidul Social-Democrat (necomunist) în speranța de a evita căderea Finlandei în sfera de influență sovietică. Stabilind relații comerciale cu țările occidentale, cum ar fi Regatul Unit, și plata despăgubirilor de război față de Uniunea Sovietică au făcut ca Finlanda să se transforme dintr-o țară predominant agrară într-una industrializată. De exemplu, a fost înființată compania de stat Valmet pentru a obține materiale pentru despăgubirile de război. Chiar și după ce despăgubirile au fost plătite, Finlanda—săracă în anumite resurse necesare unei țări industrializate (cum ar fi fierul și petrolul)—a continuat să facă schimburi comerciale cu URSS în contextul comerțului bilateral.

### Războiul Rece
În 1950, jumătate din muncitorii finlandezi erau ocupați în agricultură și o treime trăiau în zonele urbane. Noile locuri de muncă în industrie, servicii și comerț au atras rapid oamenii de la țară către orașe. Numărul mediu de nașteri per femeie a scăzut de la un maxim la baby boom⁠(en)[traduceți] de 3,5 în 1947 până la 1,5 în 1973. Când copiii născuți în timpul baby-boomului au intrat în câmpul muncii, economia nu a generat locuri de muncă suficient de repede, și sute de mii de oameni au emigrat în Suedia mai industrializată, maximul emigrației fiind atins în anii 1969 și 1970. Jocurile Olimpice de vară din 1952 au adus turiști străini. Finlanda a luat parte la liberalizarea comerțului, participând la proiecte cum ar fi Banca Mondială, Fondul Monetar Internațional și General Agreement on Tariffs and Trade.

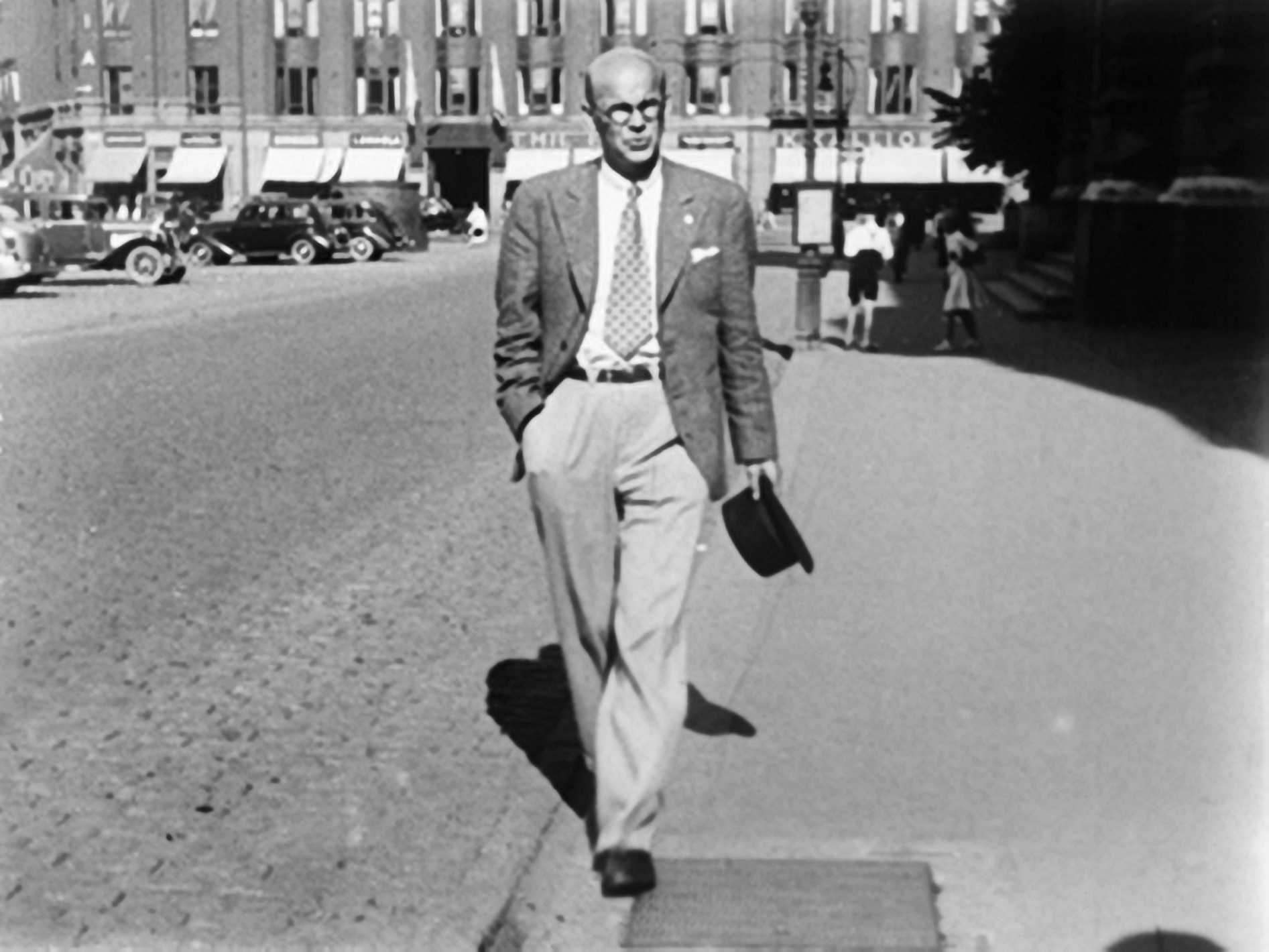
Urho Kekkonen, al optulea președinte al Finlandei.

Declarându-se oficial neutră, Finlanda s-a aflat într-o zonă gri între țările occidentale și Uniunea Sovietică. Tratatul YYA⁠(en)[traduceți] (Pactul Fino-Sovietic de Prietenie, Cooperare și Ajutor Reciproc) a dat Uniunii Sovietice o oarecare influență în politica internă finlandeză. Aceasta a fost exploatată de președintele Urho Kekkonen împotriva adversarilor săi. El a menținut practic un monopol pe relațiile cu URSS începând cu 1956, ceea ce a fost crucial pentru popularitatea sa. În politică, a existat o tendință de a evita orice declarație sau acțiune care ar putea fi interpredată drept antisovietică, tendință denumită de presa germană „finlandizare”.
În ciuda relațiilor strânse cu URSS, Finlanda a rămas la economia de piață de tip occidental. Diverse industrii au beneficiat de privilegiile comerciale cu sovieticii, ceea ce explică susținerea de care s-au bucurat unele politici prosovietice în rândurile intereselor de afaceri ale Finlandei. Creșterea economică a fost rapidă în perioada postbelică, iar în 1975 PIBul Finlandei pe cap de locuitor era al 15-lea din lume. În anii 1970 și 1980, Finlanda a construit un state social amplu, unul dintre cele mai complexe aparate de stat din lume. Finlanda a negociat cu CEE (predecesoarea Uniunii Europene) un tratat care a abolit în mare parte taxele vamale cu țările CEE începând cu 1977, deși Finlanda nu a aderat cu totul. În 1981, sănătatea deteriorată l-a obligat pe președintele Urho Kekkonen să se retragă după 25 de ani de mandat.
Unele hotărâri greșite în domeniul macroeconomic, o criză bancară, prăbușirea celui mai mare partener comercial (Uniunea Sovietică) și o criză economică mondială au produs o recesiune puternică și în Finlanda la începutul anilor 1990. Criza a atins maximul în 1993, iar Finlanda a înregistrat din nou creștere economică timp de zece ani. După prăbușirea Uniunii Sovietice, Finland a început o integrare mai aprofundată cu Occidentul. Finlanda a aderat la Uniunea Europeană în 1995⁠(d), și la zona Euro în 1999. Mare parte din creșterea economică de la sfârșitul anilor 1990 a fost alimentată de succesul producătorului de telefoane mobile Nokia.

### Istorie recentă

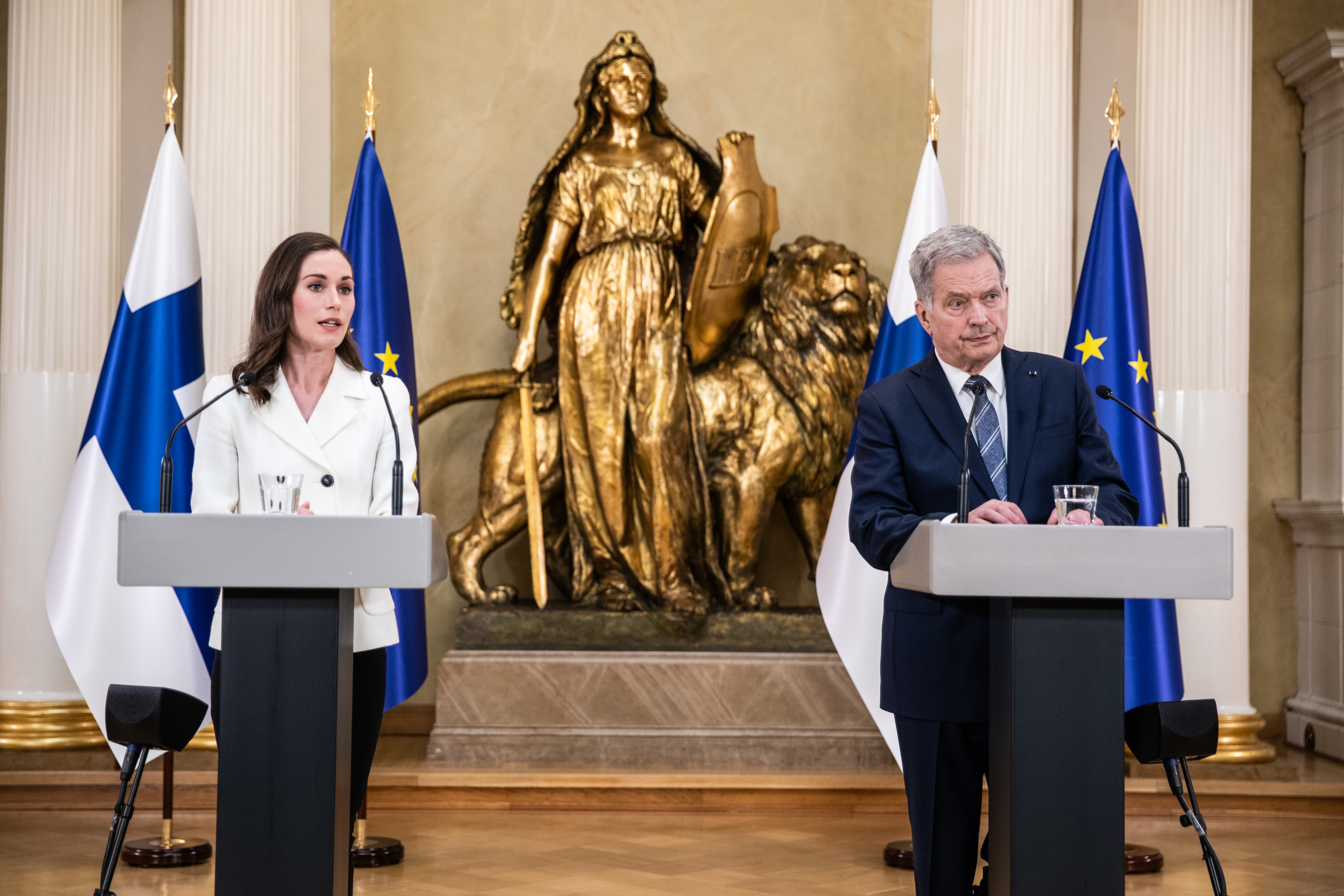
Prim-ministrul Sanna Marin și președintele Sauli Niinistö la conferința de presă care a anunțat la intenția Finlandei de a adera la NATO

Cetățenii Finlandei au ales-o la alegerile prezidențiale din 2000⁠(d) pe Tarja Halonen, prime femeie președinte al Finlandei. Criza financială⁠(d) a paralizat exporturile în 2008, reducând drastic creșterea economică în deceniul care a urmat. Sauli Niinistö a devenit președinte al Finlandei, și a îndeplinit această funcție din 2012 până în 2024, când i-a succedat Alexander Stubb.
Sprijinul Finlandei pentru NATO a crescut enorm după agresiunea rusă din Ucraina din 2022. Până în februarie 2022, sondajele de opinie relevau o majoritate mică împotriva aderării la NATO; până în aprilie, acea majoritate se risipise, și făcuse loc unei supermajorități favorabile aderării. La 11 mai 2022, Finlanda a semnat un pact reciproc de securitate cu Regatul Unit. La 12 mai, președintele și prim-ministrul Finlandei au cerut aderarea „fără întârziere” la NATO. Parlamentul a decis să susțină această direcție cu 188–8 voturi. Finlanda a devenit membru al NATO⁠(d) la 4 aprilie 2023.

## Geografie

Hartă detaliată a Finlandei. (Vezi și Atlasul Finlandei.)

Aflată aproximativ între paralelele de 60° și 70° latitudine nordică, și între meridianele de 20° și 32° longitudine estică, Finlanda este una dintre cele mai nordice țări ale lumii. Dintre capitalele lumii, doar Reykjavík se află mai la nord de Helsinki. Distanța de la cel mai sudic punct al țării—Hanko—până la cel mai nordic—Nuorgam⁠(d)—este de 1.160 km.
Datorită faptului că teritoriul său nu este drenat decât de câteva râuri, Finlanda are numeroase lacuri, ceea ce i-a adus și porecla de „țara celor o mie de lacuri”. În realitate, numărul lacurilor este mult mai mare de o mie—mai precis 187.888 de lacuri cu suprafața mai mare de 500 m²) și 179.584 de insule. Cel mai mare lac, Saimaa⁠(d), este al patrulea lac ca mărime din Europa. Aria cu cea mai mare densitate de lacuri se numește regiunea lacurilor finlandeze⁠(en)[traduceți]. Cele mai multe insule se găsesc în sud-vest, în arhipelagul Turku. Mai departe de coastă, se află insula Åland.
Mare parte din geografia Finlandei se explică prin Era Glaciară. Ghețarii aveau grosime mai mare și au durat mai mult în Finoscandia în comparație cu restul Europei. Eroziunea produsă de ele au lăsat peisajul șes, cu puține dealuri și foarte puțini munți. Cel mai înalt vârf muntos, Halti la 1.324 m, se găsește în nordul extrem al Laponiei, pe frontiera cu Norvegia. Cel mai înalt vârf aflat în întregime pe teritoriul finlandez este Ritničohkka⁠(d) cu 1.316 m, aflat chiar alături de Halti.

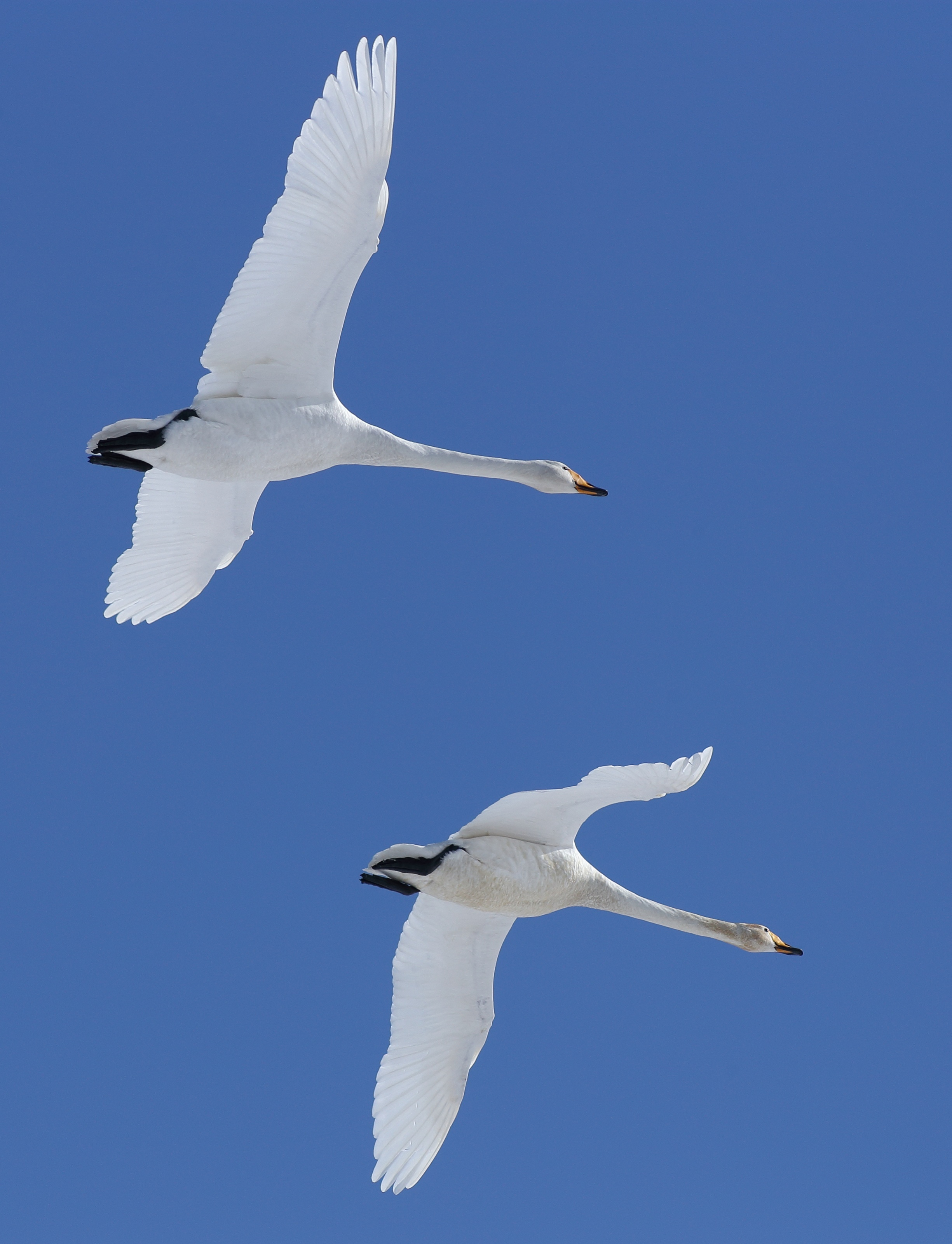
Lebăda de iarnă, pasărea națională a Finlandei.

Retragerea ghețarilor a lăsat teritoriul țării cu multe depozite morenice în formațiuni de tip esker⁠(en)[traduceți]. Acestea sunt creste de nisip și pietriș stratificat, pe direcția nord-vest–sud-est, unde se aflau în trecut marginile ghețarilor. Printre cele mai mari dintre acestea se numără trei creste denumite Salpausselkä⁠(en)[traduceți] și aflate în sudul Finlandei.
Presat sub enorma greutate a ghețarilor, terenul Finlandei este în ridicare datorită revenirii post-glaciare⁠(en)[traduceți]. Efectul este cel mai pronunțat în jurul Golfului Botnic, unde terenul este într-un proces de înălțare într-un ritm de circa 1 cm pe an. Ca urmare, fostul fund al mării se transformă treptat-treptat în uscat: suprafața țării crește cu circa 7 km² anual.
Pădurile acoperă 86% din suprafața țării, țara fiind cea mai împădurită din Europa. Pădurile sunt în special de pin, molid, mesteacăn și alte specii. Finlanda este cel mai mare producător de lemn din Europa și printre cei mai mari din lume.
Peisajul este predominant (75% din suprafață) acoperit de taigale de conifere și de fen⁠(d), având foarte puțin teren arabil. Cel mai frecvent tip de rocă este granitul, element omniprezent în peisaj, vizibil în luminișuri lipsite de sol. Morenele și tillul⁠(en)[traduceți] sunt cele mai frecvente tipuri de sol, acoperite de un strat subțire de humus de origine biologică. Dezvoltarea profilului de podzol⁠(d) se observă la majoritatea solurilor forestiere lipsite de drenaj. Gleiurile⁠(en)[traduceți] și smârcurile cu turbării ocupă ariile slab drenate.

### Biodiversitatea
Din punct de vedere fitogeografic, Finlanda se împarte între provinciile arctică, central-europeană și nord-europeană din regiunea Circumboreală⁠(en)[traduceți] a regatul Boreal. Conform WWF, teritoriul Finlandei se poate împărți în trei Ecoregiune: taigaua ruso-scandinavă⁠(en)[traduceți], pădurile sarmatice de amestec⁠(en)[traduceți] și pășunile și pădurile de mesteacăn scandinave⁠(en)[traduceți]. Taigaua acoperă mare parte din Finlanda, din zonele nordice ale provinciilor din sud până în nordul Laponiei. Pe coasta de sud-vest, la sud de linia Helsinki–Rauma, pădurile sunt predominant de amestec, tip mai des întâlnit în zona Baltică. În nordul extrem al Finlandei, aproape de limita arborilor și de Oceanul Arctic, sunt mai frecvente pădurile de mesteacăn de munte.

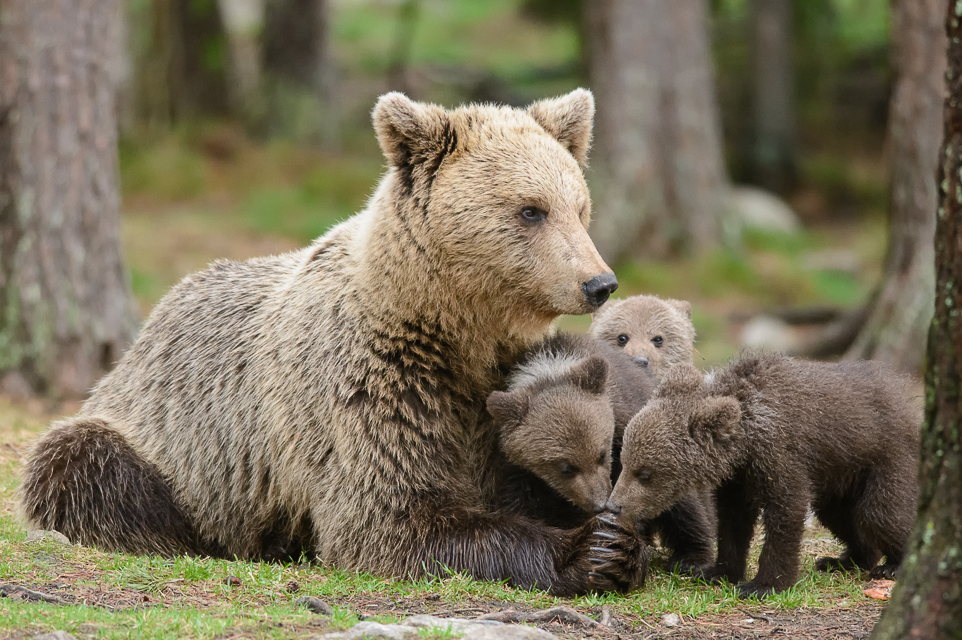
Ursul brun (Ursus arctos) este animalul național al Finlandei.

Finlanda are și o faună diversă. Există cel puțin șaizeci de specii endemice de mamifere, 248 de specii de păsări care se înmulțesc aici, peste șaptezeci de specii de pește și unsprezece de reptile și amfibieni, multe migrate din țările vecine cu mii de ani în urmă.
Printre mamiferele mari și ușor de recunoscut care se găsesc în Finlanda se numără ursul brun (animalul național), lupul cenușiu, Gluton și elanul. Trei dintre cele mai remarcabile păsări sunt lebăda de iarnă, o lebădă europeană mare și pasărea națională a Finlandei; cocoșul de munte, o pasăre mare, cu penaj negru, din familia fazanilor; și bufnița. Cea din urmă este considerată un indicator al conectivității Codru, și are o populație în scădere din cauza fragmentării peisajului. Cele mai cunoscute păsări care vin aici să se împerecheze sunt pitulicea fluierătoare, cinteza și sturzul viilor⁠(en)[traduceți]. Dintre cele circa șaptezeci de specii de pește de apă dulce, sunt mai abundente știucile și bibanul. Somonul de Atlantic rămâne favoritul pescarilor.
Foca inelată de Saimaa⁠(en)[traduceți], o specie periclitată și una dintre cele doar trei specii lacustre de focă din lume, există numai în sistemul de lacuri Saimaa⁠(d) din Finlanda de sud-est; au mai rămas astăzi doar circa 300 de exemplare. Ea a devenit emblema Asociației Finlandeze pentru Conservarea Naturii.

### Clima

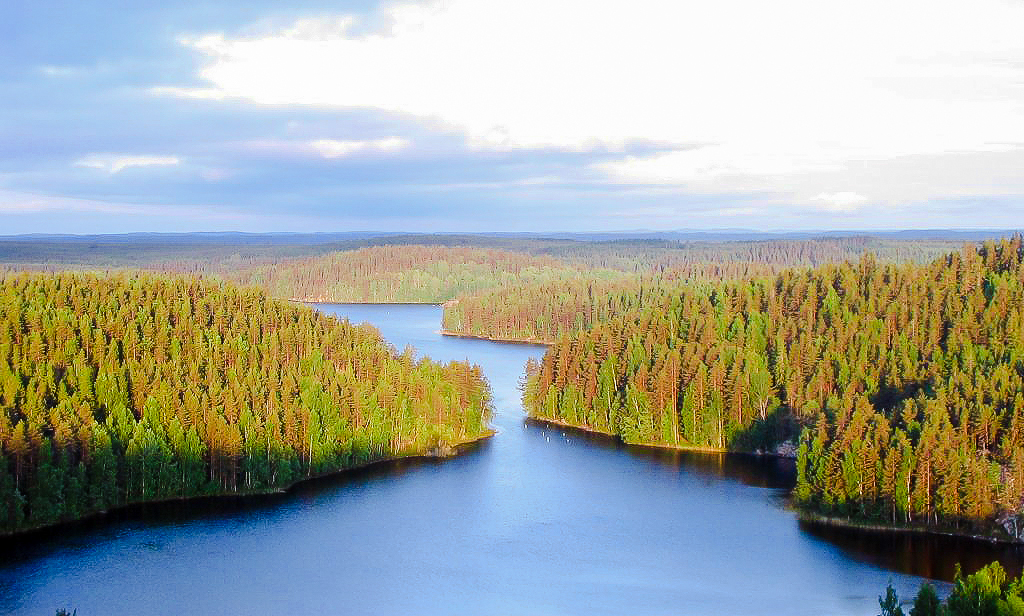
Parcul Național Repovesi din sud-estul Finlandei.

Principalul factor ce influențează clima Finlandei este poziția țării între paralelele de 60 și 70 de grade latitudine nordică, în zona de coastă a continentului Eurasiatic. În clasificarea climatică Köppen, întreaga Finlandă se află în zona de climă subpolară caracterizată de veri calde și ierni geroase. În interiorul țării, gradul de temperare variază considerabil între regiunile sudice de coastă și nordul extrem, prezentând și caracteristici de climă oceanică și climă continentală. Finlanda este suficient de aproape de Oceanul Atlantic pentru a fi permanent încălzită de Curentul Golfului (Gulf Stream). Acesta se combină cu efectele moderatoare ale Mării Baltice și al numeroaselor lacuri, astfel explicându-se clima neobișnuit de caldă în comparație cu alte regiuni de la aceeași latitudine, cum ar fi Alaska, Siberia și Groenlanda de Sud.
Iernile din sudul Finlandei (când temperatura medie zilnică rămâne sub 0 °C) durează de regulă 100 de zile, iar zăpada acoperă pământul de la sfârșitul lui noiembrie până la jumătatea lui aprilie. Chiar și în cele mai temperate regiuni din sud, lungile și geroasele nopți de iarnă fac temperatura să scadă până la −30 °C. Verile climatice (perioade cu temperatura medie peste 10 °C) durează în sudul Finlandei de la sfârșitul lui mai până la jumătatea lui septembrie, și în interiorul continentului, cele mai calde zile din iulie pot ajunge la 35 °C. Deși mare parte din Finlanda se află pe centura taigalelor, regiunile sudice de coastă sunt adesea clasificate ca Hemiboreal⁠(d)e.

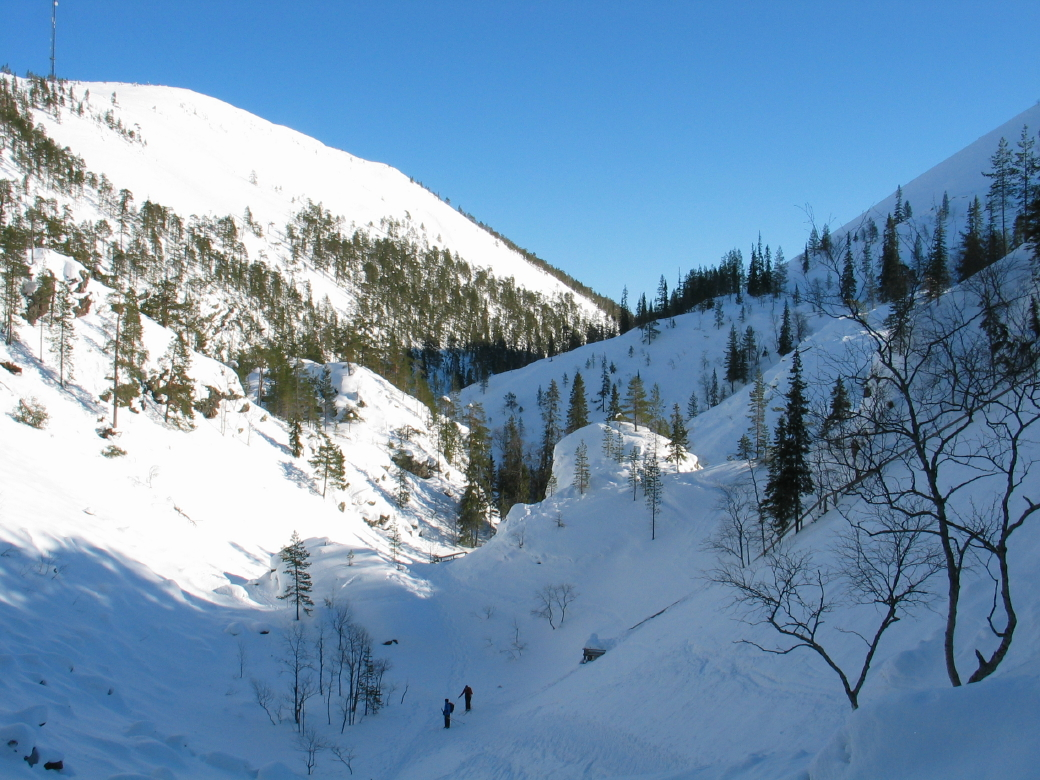
Parcul Național Pyhä-Luosto, Laponia.

În nordul Finlandei, în deosebi în Laponia, iernile sunt lungi și reci, în vreme ce verile sunt calde, dar scurte. În cele mai grele zile de iarnă în Laponia temperatura scade până la −45 °C. Iarna durează în nord circa 200 de zile, zăpada acoperind solul de la jumătatea lui octombrie până la începutul lui mai. Verile în nord durează doar două-trei luni, dar maximele se pot apropia chiar și acolo de 25 °C în perioadele de căldură mare. Nicio parte a Finlandei nu este acoperită de tundra arctică, doar tundră alpină se poate găsi în fjellurile Laponiei.
Clima Finlandei este potrivită pentru cultivarea cerealelor doar în sudul extrem, în vreme ce în nord se poate practica doar creșterea animalelor.
Un sfert din teritoriul Finlandei se află în interiorul cercului polar de nord, nopțile albe putând fi observate din ce în ce mai mult pe măsură ce se merge spre nord. În extremitatea nordică a Finlandei, Soarele nu apune timp de 73 de zile consecutive în timpul verii, și nu răsare timp de 51 de zile în timpul iernii.

### Regiuni
Finlanda este formată din 19 regiuni, denumite maakunta în finlandeză și landskap în suedeză. Regiunile sunt guvernate de consilii regionale ce servesc ca forumuri de cooperare pentru comunele unei regiuni. Principalele sarcini ale regiunilor sunt planificarea și dezvoltarea regională, precum și dezvoltarea afacerilor și educației. În plus, serviciile publice de sănătate sunt de obicei organizate pe linii regionale. Actualmente, singura regiune în care se țin alegeri pentru consiliile regionale este Kainuu. Celelalte consilii regionale sunt alese de consiliile locale, fiecare comună trimițând reprezentanți proporțional cu populația.
Pe lângă cooperarea intermunicipală, care este responsabilitatea consiliilor regionale, fiecare regiune are un Centru pentru Ocuparea Forței de Muncă și Dezvoltare Economică, responsabil cu administrarea locală a forței de muncă, agriculturii, pescuitului, pădurilor și afacerilor antreprenoriale. Forțele de Apărare Finlandeze au oficii regionale responsabile cu pregătirea pentru apărarea regiunilor și pentru administrarea recrutărilor în serviciul militar.
Regiunile reprezintă variații dialectale, culturale și economice mai bine decât fostele provincii, care erau simple diviziuni administrative organizate de guvernul central. Regiunile se suprapun parțial și se bazează pe regiunile istorice ale Finlandei, zone ce reprezintă mai bine cultura locală și ariile dialectale.
Statul finlandez a înființat în 2010 șase Agenții Administrative Regionale de Stat, fiecare responsabilă cu una dintre regiuni, denumite alue în finlandeză și region în suedeză; Ålandul a fost desemnată ca o a șaptea astfel de supraregiune. Ele au preluat o parte din atribuțiile fostelor provincii (lääniurile), care au fost desființate.
| Stema                | Nume în română        | Nume în finlandeză | Nume în suedeză       | Capitala      | Agenție Administrativă Regională de Stat | Hartă |
| -------------------- | --------------------- | ------------------ | --------------------- | ------------- | ---------------------------------------- | --- |
| Lapland              | Laponia               | Lappi              | Lappland              | Rovaniemi     | Laponia                                  | Laponia Ostrobotnia de Nord Kainuu Carelia de Nord Savonia de Nord Savonia de Sud Ostrobotnia de Sud Ostrobotnia Pirkanmaa Satakunta Ostrobotnia Centrală Finlanda Centrală Finlanda Propriu-Zisă Carelia de Sud Päijänne Tavastia Kanta - Häme Uusimaa Kymenlaakso Insulele Åland |
| North Ostrobotnia    | Ostrobotnia de Nord   | Pohjois-Pohjanmaa  | Norra Österbotten     | Oulu          | Finlanda de Nord                         | Laponia Ostrobotnia de Nord Kainuu Carelia de Nord Savonia de Nord Savonia de Sud Ostrobotnia de Sud Ostrobotnia Pirkanmaa Satakunta Ostrobotnia Centrală Finlanda Centrală Finlanda Propriu-Zisă Carelia de Sud Päijänne Tavastia Kanta - Häme Uusimaa Kymenlaakso Insulele Åland |
| Kainuu               | Kainuu                | Kainuu             | Kajanaland            | Kajaani       | Finlanda de Nord                         | Laponia Ostrobotnia de Nord Kainuu Carelia de Nord Savonia de Nord Savonia de Sud Ostrobotnia de Sud Ostrobotnia Pirkanmaa Satakunta Ostrobotnia Centrală Finlanda Centrală Finlanda Propriu-Zisă Carelia de Sud Päijänne Tavastia Kanta - Häme Uusimaa Kymenlaakso Insulele Åland |
| North Karelia        | Karelia de Nord       | Pohjois-Karjala    | Norra Karelen         | Joensuu       | Finlanda de Est                          | Laponia Ostrobotnia de Nord Kainuu Carelia de Nord Savonia de Nord Savonia de Sud Ostrobotnia de Sud Ostrobotnia Pirkanmaa Satakunta Ostrobotnia Centrală Finlanda Centrală Finlanda Propriu-Zisă Carelia de Sud Päijänne Tavastia Kanta - Häme Uusimaa Kymenlaakso Insulele Åland |
| North Savonia        | Savonia de Nord       | Pohjois-Savo       | Norra Savolax         | Kuopio        | Finlanda de Est                          | Laponia Ostrobotnia de Nord Kainuu Carelia de Nord Savonia de Nord Savonia de Sud Ostrobotnia de Sud Ostrobotnia Pirkanmaa Satakunta Ostrobotnia Centrală Finlanda Centrală Finlanda Propriu-Zisă Carelia de Sud Päijänne Tavastia Kanta - Häme Uusimaa Kymenlaakso Insulele Åland |
| South Savonia        | Savonia de Sud        | Etelä-Savo         | Södra Savolax         | Mikkeli       | Finlanda de Est                          | Laponia Ostrobotnia de Nord Kainuu Carelia de Nord Savonia de Nord Savonia de Sud Ostrobotnia de Sud Ostrobotnia Pirkanmaa Satakunta Ostrobotnia Centrală Finlanda Centrală Finlanda Propriu-Zisă Carelia de Sud Päijänne Tavastia Kanta - Häme Uusimaa Kymenlaakso Insulele Åland |
| South Ostrobotnia    | Ostrobotnia de Sud    | Etelä-Pohjanmaa    | Södra Österbotten     | Seinäjoki     | Finlanda de Vest și Centrală             | Laponia Ostrobotnia de Nord Kainuu Carelia de Nord Savonia de Nord Savonia de Sud Ostrobotnia de Sud Ostrobotnia Pirkanmaa Satakunta Ostrobotnia Centrală Finlanda Centrală Finlanda Propriu-Zisă Carelia de Sud Päijänne Tavastia Kanta - Häme Uusimaa Kymenlaakso Insulele Åland |
| Ostrobotnia Centrală | Ostrobotnia Centrală  | Keski-Pohjanmaa    | Mellersta Österbotten | Kokkola       | Finlanda de Vest și Centrală             | Laponia Ostrobotnia de Nord Kainuu Carelia de Nord Savonia de Nord Savonia de Sud Ostrobotnia de Sud Ostrobotnia Pirkanmaa Satakunta Ostrobotnia Centrală Finlanda Centrală Finlanda Propriu-Zisă Carelia de Sud Päijänne Tavastia Kanta - Häme Uusimaa Kymenlaakso Insulele Åland |
| Ostrobotnia          | Ostrobotnia           | Pohjanmaa          | Österbotten           | Vaasa         | Finlanda de Vest și Centrală             | Laponia Ostrobotnia de Nord Kainuu Carelia de Nord Savonia de Nord Savonia de Sud Ostrobotnia de Sud Ostrobotnia Pirkanmaa Satakunta Ostrobotnia Centrală Finlanda Centrală Finlanda Propriu-Zisă Carelia de Sud Päijänne Tavastia Kanta - Häme Uusimaa Kymenlaakso Insulele Åland |
| Pirkanmaa            | Pirkanmaa             | Pirkanmaa          | Birkaland             | Tampere       | Finlanda de Vest și Centrală             | Laponia Ostrobotnia de Nord Kainuu Carelia de Nord Savonia de Nord Savonia de Sud Ostrobotnia de Sud Ostrobotnia Pirkanmaa Satakunta Ostrobotnia Centrală Finlanda Centrală Finlanda Propriu-Zisă Carelia de Sud Päijänne Tavastia Kanta - Häme Uusimaa Kymenlaakso Insulele Åland |
| Central Finland      | Finlanda Centrală     | Keski-Suomi        | Mellersta Finland     | Jyväskylä     | Finlanda de Vest și Centrală             | Laponia Ostrobotnia de Nord Kainuu Carelia de Nord Savonia de Nord Savonia de Sud Ostrobotnia de Sud Ostrobotnia Pirkanmaa Satakunta Ostrobotnia Centrală Finlanda Centrală Finlanda Propriu-Zisă Carelia de Sud Päijänne Tavastia Kanta - Häme Uusimaa Kymenlaakso Insulele Åland |
| Satakunta            | Satakunta             | Satakunta          | Satakunda             | Pori          | Finlanda de Sud-Vest                     | Laponia Ostrobotnia de Nord Kainuu Carelia de Nord Savonia de Nord Savonia de Sud Ostrobotnia de Sud Ostrobotnia Pirkanmaa Satakunta Ostrobotnia Centrală Finlanda Centrală Finlanda Propriu-Zisă Carelia de Sud Päijänne Tavastia Kanta - Häme Uusimaa Kymenlaakso Insulele Åland |
| Finland Proper       | Finlanda Propriu-Zisă | Varsinais-Suomi    | Egentliga Finland     | Turku         | Finlanda de Sud-Vest                     | Laponia Ostrobotnia de Nord Kainuu Carelia de Nord Savonia de Nord Savonia de Sud Ostrobotnia de Sud Ostrobotnia Pirkanmaa Satakunta Ostrobotnia Centrală Finlanda Centrală Finlanda Propriu-Zisă Carelia de Sud Päijänne Tavastia Kanta - Häme Uusimaa Kymenlaakso Insulele Åland |
| South Karelia        | Karelia de Sud        | Etelä-Karjala      | Södra Karelen         | Lappeenranta  | Finlanda de Sud                          | Laponia Ostrobotnia de Nord Kainuu Carelia de Nord Savonia de Nord Savonia de Sud Ostrobotnia de Sud Ostrobotnia Pirkanmaa Satakunta Ostrobotnia Centrală Finlanda Centrală Finlanda Propriu-Zisă Carelia de Sud Päijänne Tavastia Kanta - Häme Uusimaa Kymenlaakso Insulele Åland |
| Päijänne Tavastia    | Päijänne Tavastia     | Päijät-Häme        | Päijänne Tavastland   | Lahti         | Finlanda de Sud                          | Laponia Ostrobotnia de Nord Kainuu Carelia de Nord Savonia de Nord Savonia de Sud Ostrobotnia de Sud Ostrobotnia Pirkanmaa Satakunta Ostrobotnia Centrală Finlanda Centrală Finlanda Propriu-Zisă Carelia de Sud Päijänne Tavastia Kanta - Häme Uusimaa Kymenlaakso Insulele Åland |
| Tavastia Proper      | Tavastia Propriu-Zisă | Kanta-Häme         | Egentliga Tavastland  | Hämeenlinna   | Finlanda de Sud                          | Laponia Ostrobotnia de Nord Kainuu Carelia de Nord Savonia de Nord Savonia de Sud Ostrobotnia de Sud Ostrobotnia Pirkanmaa Satakunta Ostrobotnia Centrală Finlanda Centrală Finlanda Propriu-Zisă Carelia de Sud Päijänne Tavastia Kanta - Häme Uusimaa Kymenlaakso Insulele Åland |
| Uusimaa              | Uusimaa               | Uusimaa            | Nyland                | Helsinki      | Finlanda de Sud                          | Laponia Ostrobotnia de Nord Kainuu Carelia de Nord Savonia de Nord Savonia de Sud Ostrobotnia de Sud Ostrobotnia Pirkanmaa Satakunta Ostrobotnia Centrală Finlanda Centrală Finlanda Propriu-Zisă Carelia de Sud Päijänne Tavastia Kanta - Häme Uusimaa Kymenlaakso Insulele Åland |
| Kymenlaakso          | Kymenlaakso           | Kymenlaakso        | Kymmenedalen          | Kotka         | Finlanda de Sud                          | Laponia Ostrobotnia de Nord Kainuu Carelia de Nord Savonia de Nord Savonia de Sud Ostrobotnia de Sud Ostrobotnia Pirkanmaa Satakunta Ostrobotnia Centrală Finlanda Centrală Finlanda Propriu-Zisă Carelia de Sud Päijänne Tavastia Kanta - Häme Uusimaa Kymenlaakso Insulele Åland |
| Åland                | Insulele Åland        | Ahvenanmaa         | Åland                 | Maarianhamina | Åland                                    | Laponia Ostrobotnia de Nord Kainuu Carelia de Nord Savonia de Nord Savonia de Sud Ostrobotnia de Sud Ostrobotnia Pirkanmaa Satakunta Ostrobotnia Centrală Finlanda Centrală Finlanda Propriu-Zisă Carelia de Sud Päijänne Tavastia Kanta - Häme Uusimaa Kymenlaakso Insulele Åland |

Regiunea Uusimaa de Est a fost desființată și inclusă la 1 ianuarie 2011 în Uusimaa.

### Diviziuni administrative
Diviziunile administrative fundamentale ale țării sunt comunele, care pot fi și orașe sau municipii. Ele se ocupă de jumătate din cheltuielile publice, fiind finanțate de impozitele locale pe venit, subvențiile de stat și alte venituri. Există 336 de comune, majoritatea cu mai puțin de 6.000 de locuitori.
Pe lângă comună, mai există două niveluri intermediare. Comunele cooperează în cadrul a 70 de subregiuni și nouăsprezece regiuni. Acestea sunt administrate de comunele membre și au doar puteri limitate. Provincia autonomă Åland are un consiliu reginal permanent ales prin vot de cetățeni. În regiunea Kainuu, există un proiect-pilot cu alegeri regionale. Etnicii sami au Zona de Domiciliu Sami⁠(en)[traduceți], o entitate semi-autonomă în Laponia pe teme cultural-lingvistice.

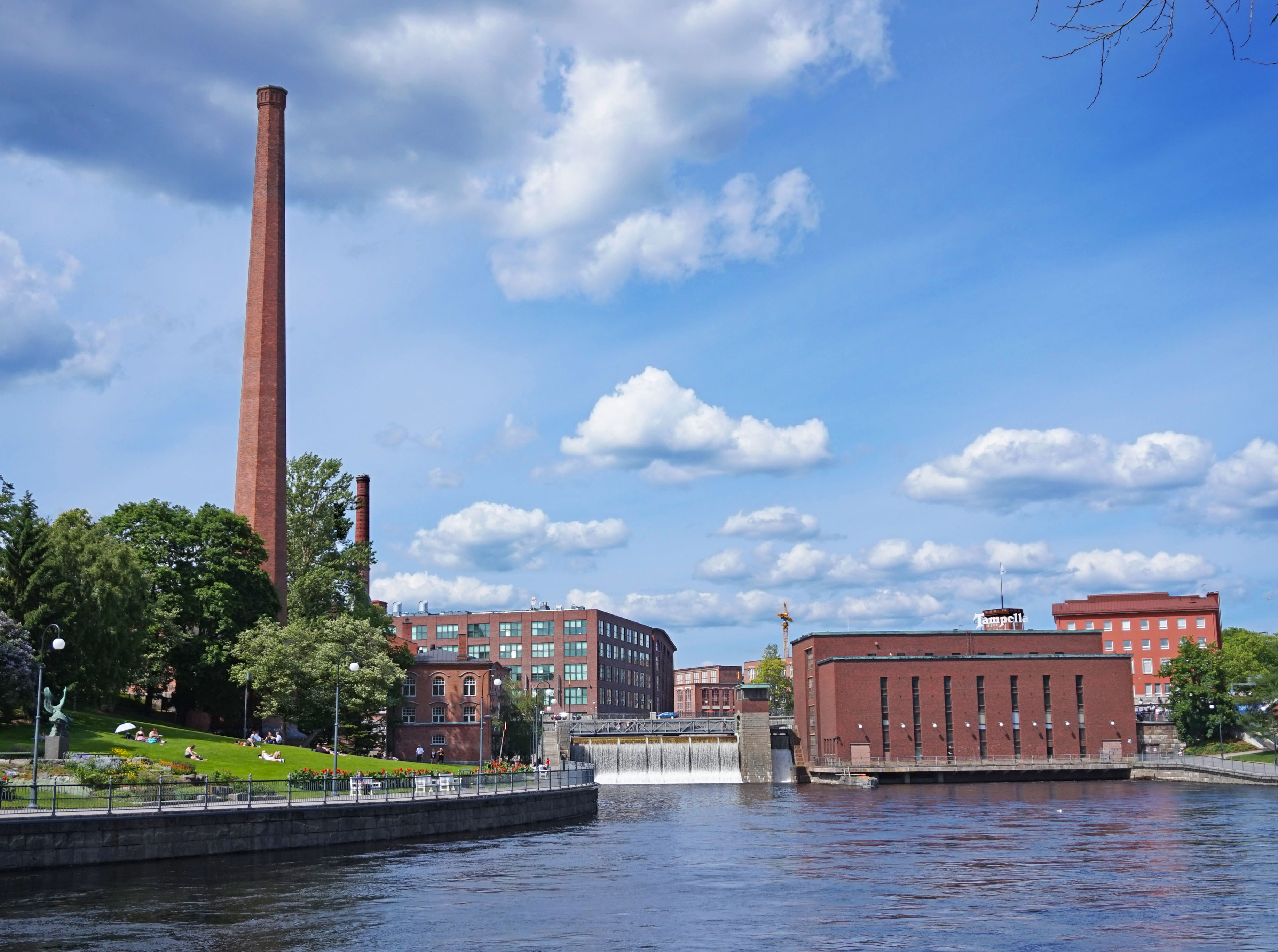
Repezișul Tammerkoski în orașul continental Tampere.

Zona metropolitană a Capitalei– cuprinzând Helsinki, Vantaa, Espoo și Kauniainen– formează o conurbație continuă de circa un milion de locuitori. Zona metropolitană nu are însă statut administrativ oficial, fiind bazată pe cooperarea voluntară a autorităților locale în cadrul Consiliului Zonei Metropolitane Helsinki⁠(en)[traduceți].

Comunele Finlandei (limite subțiri) și regiunile (limite groase), 2009.

| Cele mai mari orașe din Finlanda | Cele mai mari orașe din Finlanda | Cele mai mari orașe din Finlanda | Cele mai mari orașe din Finlanda | Cele mai mari orașe din Finlanda | Cele mai mari orașe din Finlanda | Cele mai mari orașe din Finlanda | Cele mai mari orașe din Finlanda | Cele mai mari orașe din Finlanda | Cele mai mari orașe din Finlanda |
|                                  | Loc                              | Numele orașului                  | Regiune                          | Pop.                             | Loc                              | Numele orașului                  | Regiune                          | Pop.                             |                                  |
| -------------------------------- | -------------------------------- | -------------------------------- | -------------------------------- | -------------------------------- | -------------------------------- | -------------------------------- | -------------------------------- | -------------------------------- | -------------------------------- |
| Helsinki Espoo                   | 1                                | Helsinki                         | Uusimaa                          | 605.523                          | 11                               | Pori                             | Satakunta                        | 83.333                           | Tampere Vantaa                   |
| Helsinki Espoo                   | 2                                | Espoo                            | Uusimaa                          | 257.461                          | 12                               | Joensuu                          | Karelia de Nord                  | 74.187                           | Tampere Vantaa                   |
| Helsinki Espoo                   | 3                                | Tampere                          | Pirkanmaa                        | 217.767                          | 13                               | Lappeenranta                     | Karelia de Sud                   | 72.391                           | Tampere Vantaa                   |
| Helsinki Espoo                   | 4                                | Vantaa                           | Uusimaa                          | 205.653                          | 14                               | Hämeenlinna                      | Kanta - Häme                     | 67.577                           | Tampere Vantaa                   |
| Helsinki Espoo                   | 5                                | Oulu                             | Ostrobotnia de Nord              | 191.237                          | 15                               | Vaasa                            | Ostrobotnia                      | 65.768                           | Tampere Vantaa                   |
| Helsinki Espoo                   | 6                                | Turku                            | Finlanda Propriu-Zisă            | 180.546                          | 16                               | Rovaniemi                        | Laponia                          | 60.896                           | Tampere Vantaa                   |
| Helsinki Espoo                   | 7                                | Jyväskylä                        | Finlanda Centrală                | 133.687                          | 17                               | Seinäjoki                        | Ostrobotnia de Sud               | 59.632                           | Tampere Vantaa                   |
| Helsinki Espoo                   | 8                                | Kuopio                           | Savonia de Nord                  | 105.229                          | 18                               | Salo                             | Finlanda Propriu-Zisă            | 55.231                           | Tampere Vantaa                   |
| Helsinki Espoo                   | 9                                | Lahti                            | Päijänne Tavastia                | 103.187                          | 19                               | Kotka                            | Kymenlaakso                      | 64.849                           | Tampere Vantaa                   |
| Helsinki Espoo                   | 10                               | Kouvola                          | Kymenlaakso                      | 87.631                           | 20                               | Mikkeli                          | Savonia de Sud                   | 48.970                           | Tampere Vantaa                   |

## Politica

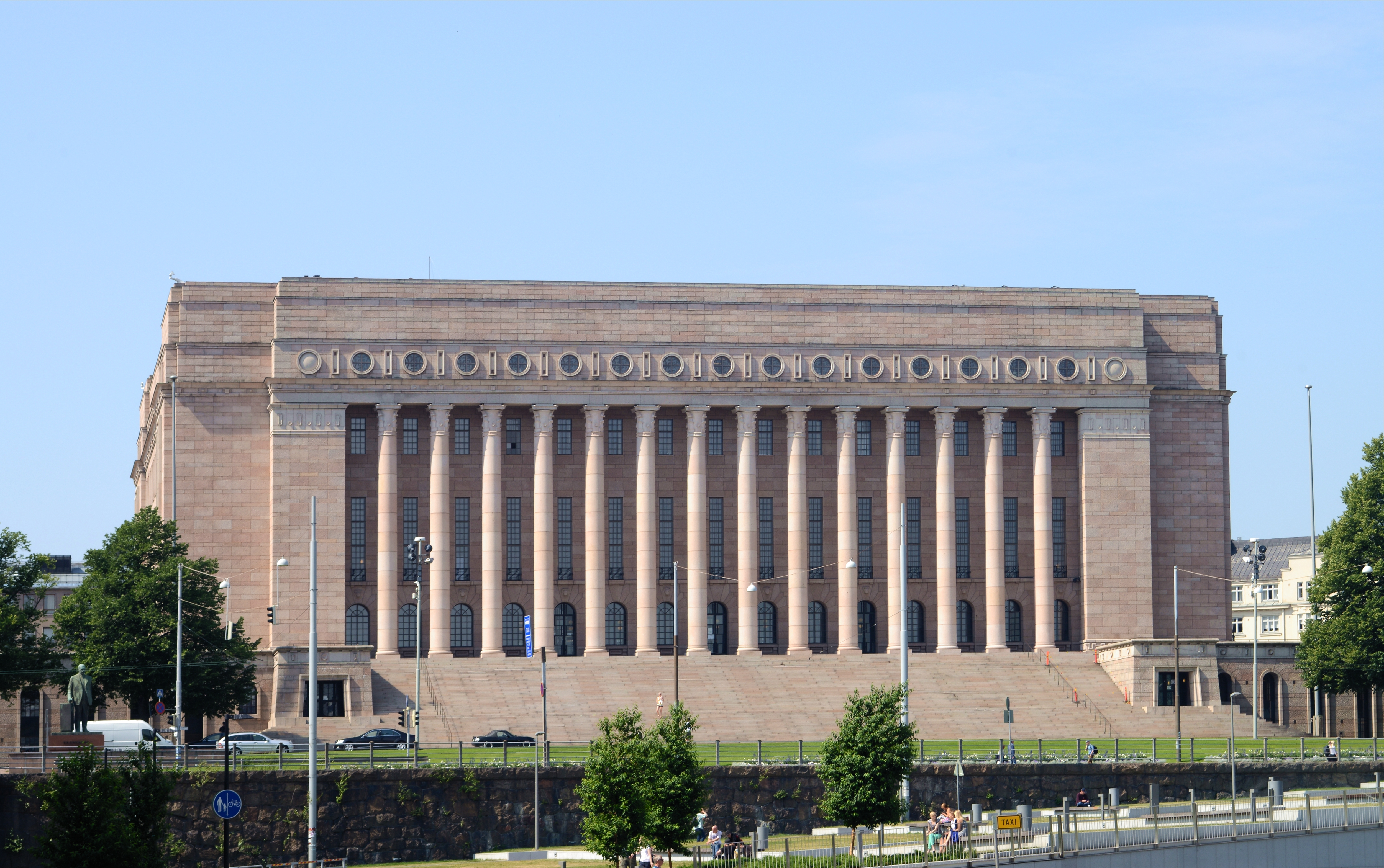
Clădirea Parlamentului.

### Constituția
Constituția Finlandei definește sistemul politic. Finlanda este o democrație parlamentară, iar funcția de prim ministru este cea mai influentă funcție politică. Constituția, în forma sa actuală, a intrat în vigoare la 1 martie 2000, și a fost modificată de la 1 martie 2012. Cetățenii pot candida și vota la alegeri parlamentare, municipale, prezidențiale și europarlamentare.

### Președintele
Conform Constituției, șeful statului este președintele. Finlanda a fost considerată republică parlamentară semiprezidențială, dar după adoptarea Constituției din 2000, și mai mult după modificările ei din 2012, președinția a devenit un post ceremonial, fără atribuții executive. Funcția prezidențială cuprinde câteva puteri, și anume responsabilitatea pentru politica externă în afara relațiilor din cadrul Uniunii Europene, în cooperare cu cabinetul, funcția de comandant al forțelor armate, unele puteri de decret, și câteva numiri. Pentru alegerea președintelui se țin alegeri prin vot direct, într-unul sau două tururi; mandatele sunt de șase ani și pot fi maxim două pentru o persoană.

### Parlamentul
Parlamentul finlandez unicameral, cu 200 de membri, exercită autoritatea legislativă supremă. El poate modifica Constituția și legile ordinare, poate demite guvernul, și poate trece peste vetoul prezidențial. Legile sale nu sunt supuse revizuirilor juridice; constituționalitatea noilor legi se evaluează de Comisia pentru Drept Constituțioanl a Parlamentului. Parlamentul se alege pe un mandat de patru ani, cu vot proporțional prin metoda D'Hondt în circumscripții cu mai multe locuri. Diverse comisii parlamentare audiază experți și pregătesc legile.
De la introducerea votului universal în 1906, parlamentul a fost dominat de Partidul de Centru (fost Uniunea Agrară), Partidul Coaliția Națională (conservatorii) și Social-Democrații. Aceste partide s-au bucurat de susținere aproximativ egală, votul lor combinat totalizând circa 65–80% din total. Cel mai mic număr total de parlamentari obținut de ele, 121, a fost obținut la alegerile din 2011. Câteva decenii după 1944, Partidul Comunist a fost o forță de opoziție semnificativă. Datorită reprezentării proporționale și evitării de către electorat a schimba partidul ales, forța relativă a partidelor a variat foarte puțin de la scrutin la scrutin. Au existat însă tendințe pe termen lung, cum ar fi creșterea și decăderea comuniștilor în timpul Războiului Rece; declinul constant până la dispariție al Partidului Liberal și al predecesorilor săi din 1906 până în 1980; și creșterea Partidului Verde și predecesorilor săi după 1983. La alegerile din 2011, gruparea Adevărații Finlandezi a obținut un succes remarcabil, crescând de la 5 la 39 de locuri în parlament, depășind chiar și Partidul de Centru.
Provincia autonomă Åland alege un membru al parlamentului, care prin tradiție intră în grupul parlamentar al Partidului Suedezilor din Finlanda. Consiliul regional al provinciei acționează cu puteri lărgite, ca un parlament al provinciei; în cadrul acestui for, după alegerile din 2011, Partidul de Centru din Åland este cea mai mare grupare.)
Parlamentul poate fi dizolvat printr-o recomandare a primului ministru adoptată de parlament. Această procedură nu s-a utilizat niciodată, deși parlamentul a fost dizolvat de mai multe ori înaintea Constituției din 2000, când această acțiune era prerogativa exclusivă a președintelui.

### Cabinetul
După alegerile parlamentare, partidele negociază între ele formarea unui nou cabinet (Consiliul de Stat Finlandez), care trebuie aprobat cu majoritate simplă în parlament. Cabinetul poate fi demis printr-un vot parlamentar de neîncredere, deși aceasta se întâmplă rar (ultima oară în 1957), întrucât partidele reprezentate în cabinet formează de regulă majoritatea în parlament.
Cabinetul exercită majoritatea puterilor executive, și inițiază majoritatea legilor dezbătute și votate de parlament. Este condus de primul ministru al Finlandei, și este format, pe lângă acesta, din alți miniștri și Cancelarul Justiției. Fiecare ministru își conduce propriul minister, sau, în unele cazuri, are responsabilitatea unei părți din politica unui minister.
Cum nu există aproape niciodată un unic partid care să domine parlamentul, cabinetele finlandeze sunt de coaliție. De regulă, postul de prim ministru este ocupat de liderul celui mai mare partid, iar cel de ministru de finanțe — de liderul celui de al doilea partid.

### Sistemul juridic
Sistemul juridic finlandez este un sistem de drept civil împărțit între instanțe cu jurisdicție normală și instanțe de contencios administrativ, cu jurisdicție asupra litigiilor între cetățeni și administrația publică. Legislația finlandeză este bazată pe codurile suedeze și, în sens mai larg, pe legislația romană. Sistemul de instanțe pentru jurisdicțiile civilă și penală este format din instanțe locale (käräjäoikeus, tingsrätt), curți de apel regionale (hovioikeus, hovrätt), și Curtea Supremă (korkein oikeus, högsta domstolen). Ramura administrativă a aparatului de justiție constă din instanțe de contencios administrativ (hallinto-oikeus, förvaltningsdomstol) și Curtea Supremă de Contencios Administrativ (korkein hallinto-oikeus, högsta förvaltningsdomstolen). Pe lângă instanțele ordinare, există câteva instanțe speciale în anumite ramuri ale administrației. Există și o instanță dedicată judecării proceselor penale în care sunt implicați oficiali de rang înalt.
Circa 92% din locuitori au încredere în instituțiile finlandeze de menținere a ordinii. Rata criminalității este una redusă în contextul UE. Unele tipuri de infracțiuni sunt însă peste medie, în principal Finlanda având cea mai mare rată a omuciderilor în Europa Occidentală. Pentru contravenții, funcționează un sistem de amenzi bazat pe nivelul de venit al contravenientului.

### Relațiile externe
Conform constituției din 2012, președintele conduce politica externă în colaborare cu guvernul, președintele fiind însă exclus din afacerile interne ale Uniunii.
În 2008, fostul președinte Martti Ahtisaari a primit Premiul Nobel pentru Pace. Finlanda nu s-a opus ideii de politică de apărare comună a UE, până în anii 2000, când Tarja Halonen și Erkki Tuomioja⁠(d) au început să ia poziții adverse politicii comune de apărare.

### Asigurările sociale
Finlanda are unul dintre cele mai extinse sisteme de asigurări sociale din lume, unul care garantează condiții de trai decente tuturor locuitorilor, finlandezi și străini rezidenți legal. Din anii 1980, sistemul a fost redus, dar rămâne unul din cele mai ample din lume. Creat aproape în întregime în primele trei decenii de după al Doilea Război Mondial, sistemul asigurărilor sociale a fost o manifestare a credinței tradiționale nordice că statul nu este inerent ostil binelui cetățenilor, ci că poate interveni benefic în favoarea lor. Conform unor istorici, baza acestei idei stă într-o istorie relativ benignă ce a permis apariția treptată a unei țărănimi libere și independente în țările nordice și a limitat dominația nobilimii și formarea unei drepte politice puternice. Istoria Finlandei a fost una mai grea decât a altor țări nordice, dar nu suficient încât să împiedice țara de pe calea dezvoltării sociale.

### Forțele armate
Forța de Apărare a Finlandei este bazată pe soldați profesioniști (în principal ofițeri și personal tehnic), militari în termen, și o rezervă foarte mare. Forța pregătită standard este de 34.700 de persoane în uniformă, dintre care 25% sunt soldați profesioniști. Serviciul militar⁠(d) este obligatoriu pentru toți bărbații de peste 18 ani și constă în 6 până la 12 luni de serviciu militar sau 12 luni de serviciu civil. Este populară participarea, după terminarea stagiului militar, la misiuni de menținere a păcii peste hotare în misiuni ONU, NATO și UE. Femeile pot face parte la cerere din orice ramură a armatei. În 2022, 1211 de femei se înscriseseră pentru serviciul militar voluntar. Armata constă dintr-o infanterie foarte mobilă sprijinită de unități locale. Cu capabilități mari în domeniul personalului militar, arsenalului și apărării interne⁠(d), Finlanda este una dintre cele mai puternice țări din Europa la acest capitol.

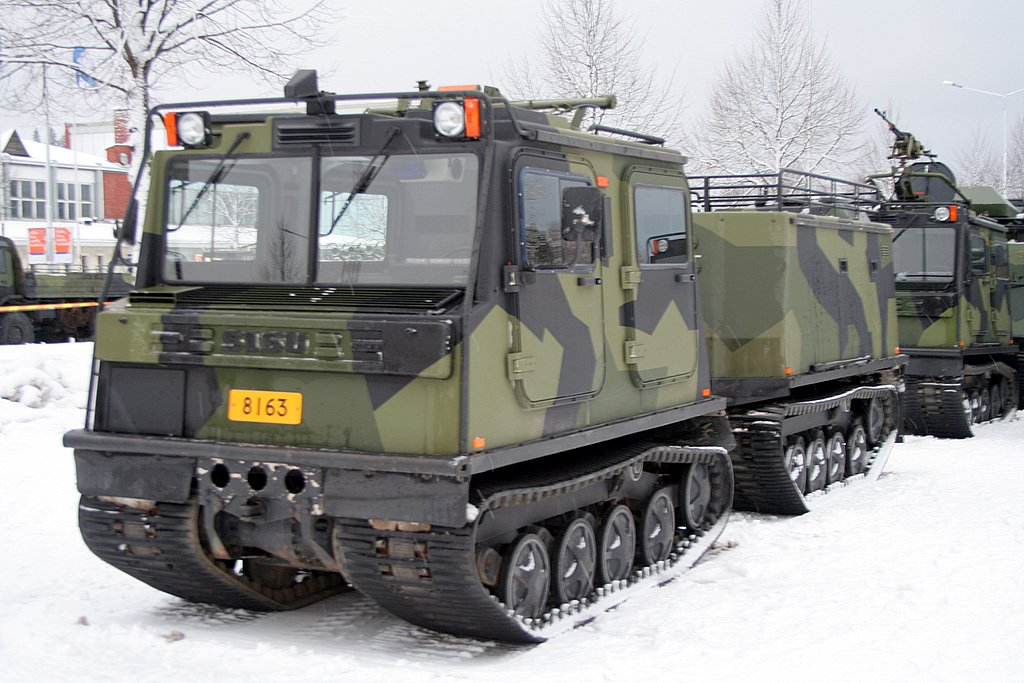
Vehicul de transport șenilat NA-110 al Forțelor Terestre Finlandeze. Majoritatea militarilor în termen primesc pregătire de luptă pe timp de iarnă, iar vehiculele de transport de acest tip furnizează mobilitate prin zăpadă groasă.

Cheltuielile cu apărarea pe cap de locuitor sunt printre cele mai mari din Uniunea Europeană. Ramurile apărării sunt Forțele Terestre⁠(d), Marina⁠(d), și Forțele Aeriene⁠(d). Grănicerii⁠(d) sunt sub administrarea Ministerului de Interne dar pot fi încorporați în Forțele de Apărare în caz de nevoie.
Finlanda a devenit membră a NATO la 4 aprilie 2023, deși participase anterior deja la NATO Response Force⁠(d). Înainte de aderarea la NATO, Finlanda făcuse parte din Forța Expediționară Comună⁠(d) (JEF) din 2017. Finlanda contribuie și la Grupul de Luptă al Uniunii Europene. A trimis personal în Forța din Kosovo și în Forța Internațională de Asistență pentru Securitate din Afganistan. La 18 decembrie 2023, Finlanda a semnat acordul DCA cu Statele Unite, prin care reglementeaza prezența forțelor armate americane și dependenților ei pe teritoriul Finlandei, precum și prezența și activitățile furnizorilor americani.

## Economia

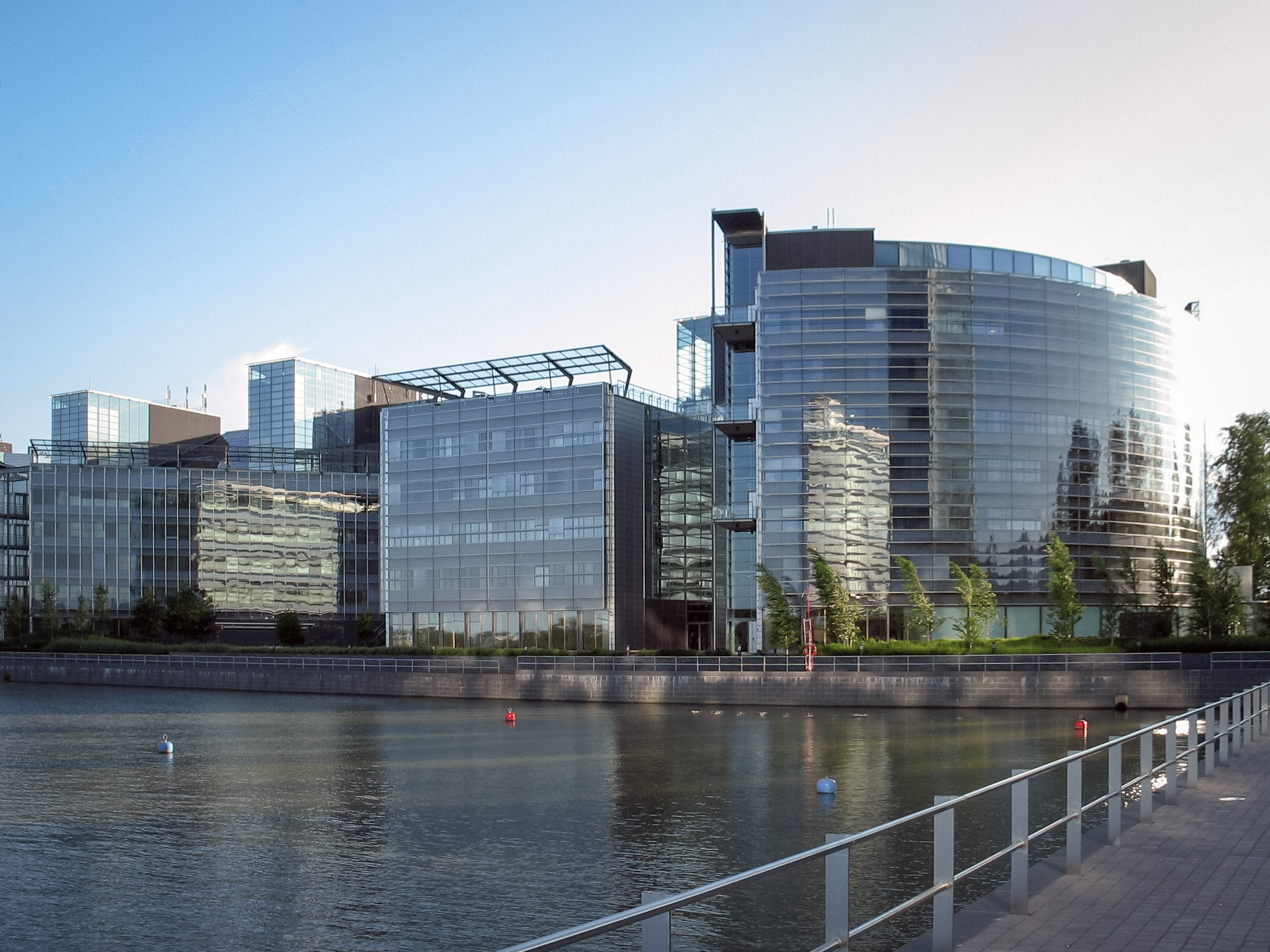
Sediul Nokia, cea mai mare companie multinațională de origine finlandeză.

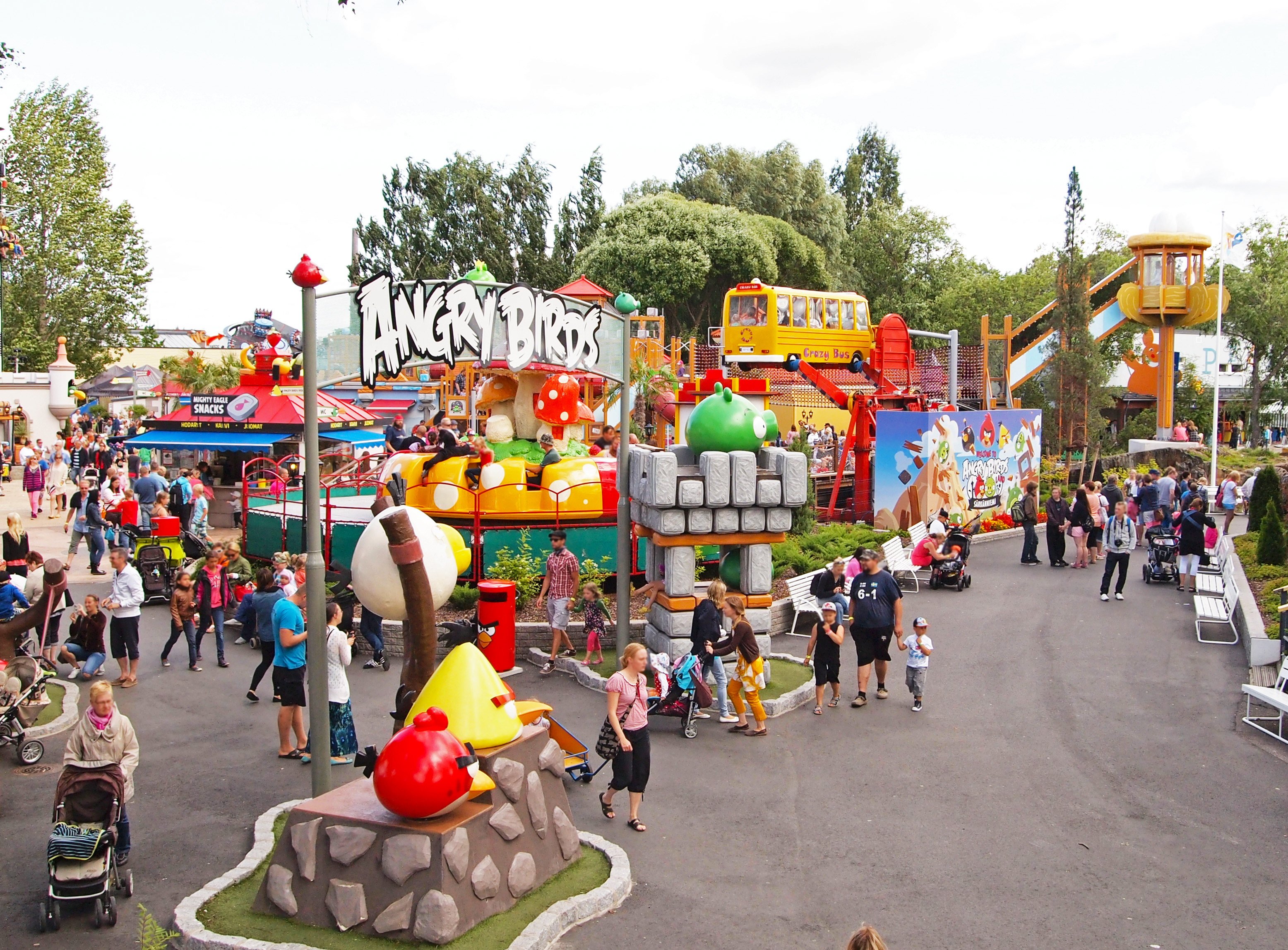
Angry Birds, joc pentru smartphone și tabletă, dezvoltat în Finlanda, a avut mare succes comercial atât în țară cât și în străinătate.

Finlanda are o economie mixtă deosebit de industrializată, producția pe cap de locuitori fiind egală cu cea a altor economii europene, cum ar fi Franța, Germania, Belgia sau Regatul Unit. Cel mai mare sector al economiei îl constituie serviciile, cu 66%, urmat de producția industrială și rafinare cu 31%. Producția de materii prime reprezintă 2,9%. În raport cu comerțul exterior, sectorul economic cel mai important este producția industrială. Cele mai mari industrii sunt cele de electronice (22%), mașini, autovehicule și alte produse de metal (21,1%), industria forestieră (13%) și cea chimică (11%).
Finlanda dispune, ca resurse, de cantități mari de lemn și câteva resurse minerale și de apă. Industria forestieră, fabricile de hârtie și sectorul agricol (în care contribuabilii investesc circa 3 miliarde de euro anual) sunt subiecte sensibile din punct de vedere politic pentru locuitorii rurali. Zona metropolitană Helsinki generează circa o treime din PIB. Într-o comparație din 2004 realizată de OECD, producția de înaltă tehnologie din Finlanda a clasat țara pe locul doi după Irlanda.

Creșterea PIB în termeni reali între 1998-2009 pentru Finlanda.

Finlanda este puternic integrată în economia globală, iar comerțul exterior constituie o treime din PIB. Comerțul cu Uniunea Europeană constituie 60% din acest total. Cele mai mari fluxuri comerciale sunt cu Germania, Rusia, Suedia, Regatul Unit, Statele Unite, Țările de Jos și China. Politica comercială este gestionată la nivel european, nivel la care reprezentanții Finlandei s-au pronunțat în favoarea comerțului liber în toate domeniile cu excepția agriculturii. Finlanda, împreună cu Estonia, sunt singurele țări nordice care au aderat la zona Euro.
Clima și solurile Finlandei fac dificilă creșterea oricăror recolte. Țara se află între paralelele de 60° și 70° latitudine nordică, iernile fiind grele și geroase, iar sezoanele agricole fiind scurte și uneori întrerupte de înghețuri târzii sau timpurii. Întrucât Curentul Golfului și Curentul Nord-Atlantic de Drift temperează clima, Finlanda deține jumătate din terenul arabil existent la nivel mondial la nord de paralela de 60° latitudine nordică. Precipitațiile anuale sunt de regulă suficiente, dar ele cad aproape exclusiv în lunile de iarnă, seceta de pe timpul verii constituind o permanentă amenințare. Din aceste cauze, fermierii finlandezi se bazează pe cultura plantelor care rodesc repede și rezistă la îngheț, cultivând cu predilecție pantele orientate spre sud ale dealurilor și câmpiile mai fertile pentru a asigura producția chiar și în anii cu îngheț pe timpul verii. Majoritatea terenurilor arabile sunt fie păduri defrișate, fie mlaștini asanate, iar solul necesită de regulă tratamente și ani de cultivare pentru a neutraliza aciditatea în exces și pentru a-l face fertil. Irigațiile nu sunt în general necesare, dar este nevoie uneori de sisteme de drenaj pentru a îndepărta apa în exces. Agricultura Finlandei este una eficientă în comparație cu alte țări europene.

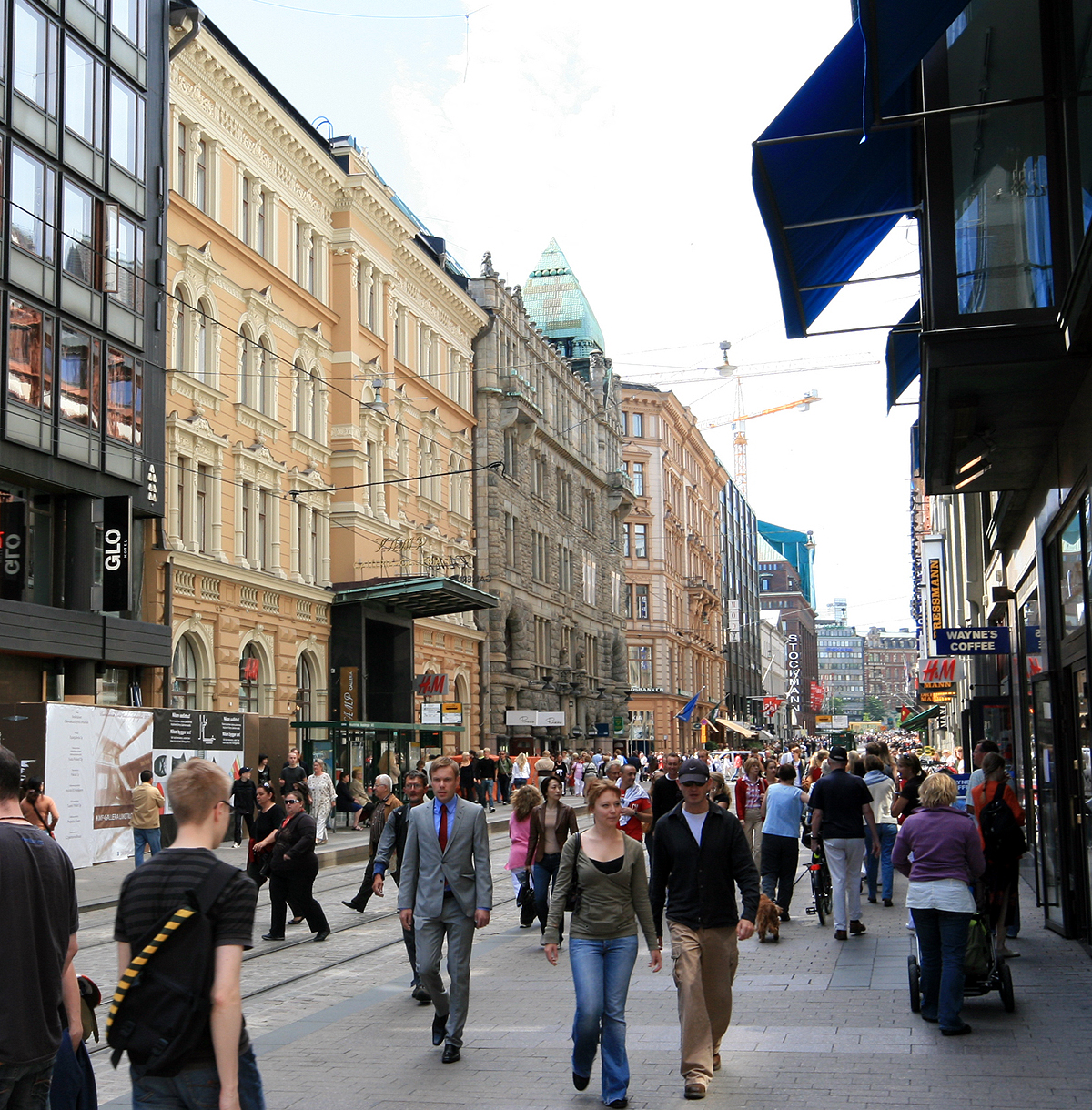
, stradă comercială din Helsinki.

Pădurile joacă un rol important în economia națională, Finlanda fiind unul dintre principalii producători de masă lemnoasă din lume, furnizând materie primă la prețuri competitive pentru industriile de prelucrare a lemnului. Ca și în agricultură, guvernul joacă un rol important, reglementând tăierile de arbori, sponsorizând îmbunătățirile tehnice și stabilind planuri pe termen lung pentru a asigura sustenabilitatea industriei lemnului. Pentru a menține avantajul comparativ al țării în produsele forestiere, autoritățile finlandeze au acționat în sensul creșterii producției de lemn până aproape de limitele ecologice ale țării. În 1984, guvernul a publicat planul Forest 2000, întocmit de Ministerul Agriculturii și Pădurilor, cu scopul de a crește exploatarea forestieră cu circa 3% pe an, conservând în același timp pădurile pentru recreere și alte utilizări.
Sectorul privat cuprinde 1,8 milioane de angajați, dintre care circa o treime sunt cu studii superioare. Costul mediu pe oră al unui angajat în sectorul privat era în 2004 de 25,1 euro. În 2008, nivelul mediu al veniturilor, ajustat în raport cu puterea de cumpărare, era similar cu cele ale Italiei, Suediei, Germaniei și Franței. În 2006, 62% din forța de muncă era angajată în întreprinderi cu mai puțin de 250 de angajați, aceste IMM-uri înregistrând 49% din profitul total din mediul de afaceri și având cea mai puternică rată de creștere. Rata de angajare a femeilor este ridicată. Segregarea sexuală între profesiile dominate de bărbați și cele dominate de femei este mai mare decât în SUA. Proporția angajaților part-time era în 1999 una dintre cele mai mici din țările membre OECD.

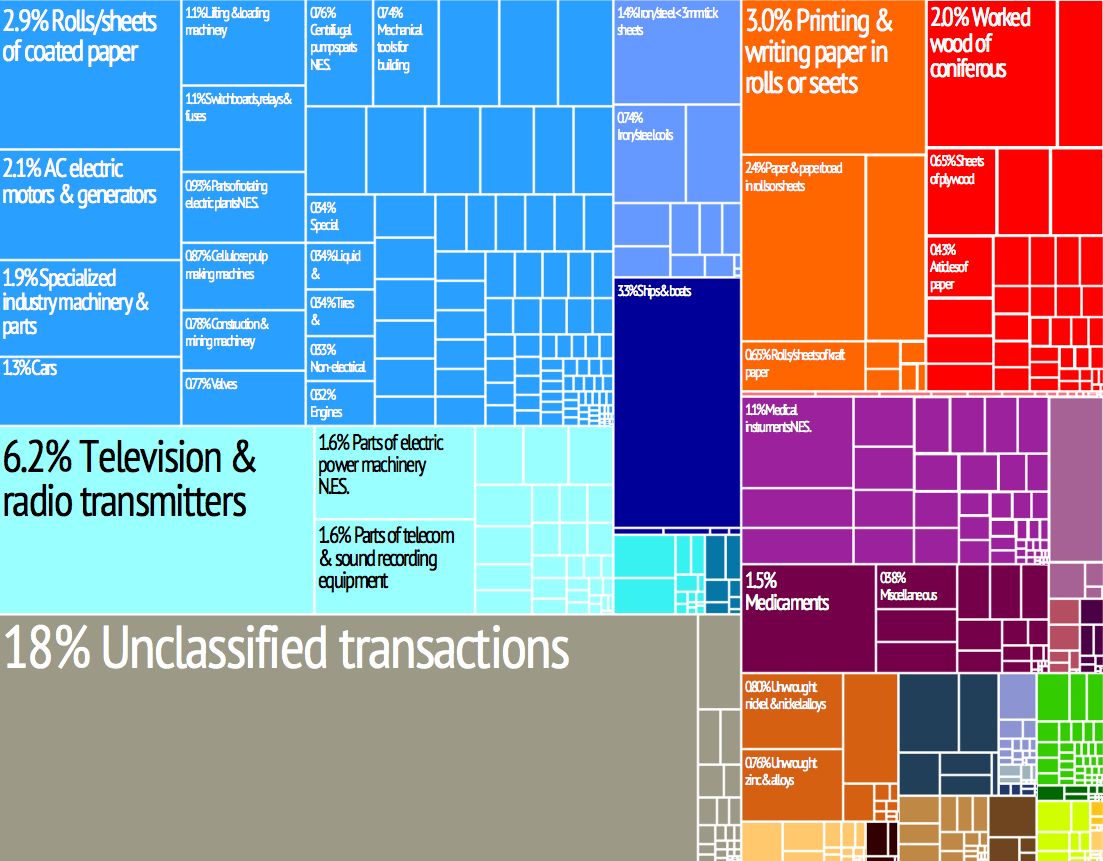
Reprezentare grafică a exporturilor Finlandei în 28 de categorii de mărfuri și servicii.

Finlanda face parte din zona Euro (albastru închis), din piața unică europeană și din spațiul Schengen.

Rata angajării era de 68% și cea a șomajului de 6,8% la începutul lui 2008. 18% dintre locuitori sunt în afara pieței muncii la 50 de ani și mai puțin de o treime mai lucrează la 61 de ani. Fonduri de pensii nefinanțate stabil și alte promisiuni fără acoperire cum ar fi asigurările gratuite de sănătate sunt un factor de risc pentru viitor, dar Finlanda este mult mai bine pregătită decât țări ca Franța sau Germania. Datoria publică directă era în 2007 la circa 32% din PIB. În 2007, rata mediei economiilor casnice era de −3,8 iar datoriile casnice se ridicau la 101% din venitul disponibil anual, niveluri obișnuite pentru Europa. 60% dintre familiile finlandeze trăiesc în locuințe proprietate personală.
În 2006, Finlanda cuprindea 2,4 milioane de gospodării. Dimensiunea medie a unei astfel de gospodării este de 2,1 persoane; 40% din gospodării constau dintr-o singură persoană, 32% din 2 persoane și 28% din trei sau mai multe persoane. Numărul clădirilor rezidențiale se ridica la 1,2 milioane iar spațiul rezidențial mediu era de 38 m² de persoană. O proprietate rezidențială obișnuite, fără alt teren în jur, costă 1.187 euro pe metru pătrat, iar terenul neconstruit, se vindea în scop rezidențial la 8,6 euro pe metru pătrat. 74% dintre familii dețineau un autovehicul. În țară sunt înmatriculate 2,5 milioane de autoturisme și 400.000 de alte vehicule.
Circa 92% din finlandezi au telefon mobil și 83,5% (2009) aveau acces la Internet acasă. Consumul casnic mediu total era de 20.000 euro, dintre care costul locuinței în sine era de circa 5500 euro, transportul 3000 euro, hrana și băuturile nealcoolice circa 2500 euro, iar activitățile recreative și culturale aproximativ 2000 euro. Conform Invest in Finland, consumul personal a crescut cu 3% în 2006 iar tendințele consumatorilor mergeau către produse de utilizare îndelungată, de înaltă calitate și pentru îmbunătățirea calității vieții.

### Energia

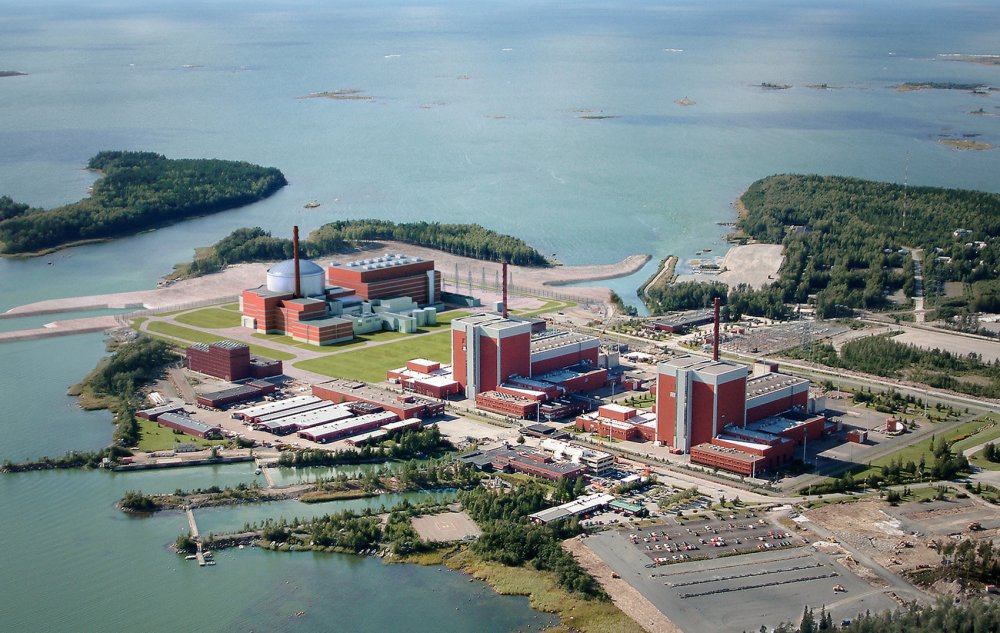
Cele două unități aflate în funcțiune la Centrala termonucleară de la Olkiluoto. În stânga, se vede o a treia unitate care, la terminarea ei în 2014, va deveni al cincilea reactor nuclear comercial din Finlanda.

Oricine poate intra pe piața energetică nordică liberă și predominant privată pe bursele Nord Pool⁠(d) și Nord Pool Spot AS⁠(d), unde se oferă prețuri competitive în raport cu alte țări ale UE. În 2007, Finlanda avea cele mai mici prețuri ale energiei electrice pentru sectorul industrial din cele 15 state membre al Uniunii înainte de 2004 (la egalitate cu Franța).
În 2006, piața energetică se ridica în jurul a 90 de terawați-oră iar cererea maximă pe timp de iarnă se ridica la 15 gigawați. Așadar, consumul de energie pe cap de locuitor se ridica la echivalentul a 7,2 tone de petrol pe an. Industria și construcțiile consumau 51% din energie, cifră relativ ridicată ce reflectă industria deosebit de dezvoltată a Finlandei. Resursele de hidrocarburi ale Finlandei sunt limitate însă la turbă și lemn. Circa 10–15% din energia electrică se produce în hidrocentrale, un procent mic față de cele ale Suediei și Norvegiei care beneficiază de relieful muntos. În 2008, formele de energie regenerabile (hidrocentrale sau centrale cu lemn) formau 30,5% din energia finală consumată, în raport cu media UE de 10,3%.
Finlanda are patru reactori nucleari aflați în proprietatea privată a unor firme, reactori ce produc 18% din energia țării, un reactor de cercetare în campusul de la Otaniemi⁠(d), și un al cincilea construit de Areva-Siemens—cel mai mare din lume, la 1600 Watt și element esențial în industria nucleară europeană—urmează să fie operațional în 2014. O cantitate variabilă (5–17%) de electricitate se importă din Rusia (circa 3 gigawați capacitate a liniei electrice), Suedia și Norvegia.
Finlanda a negociat termeni costisitori conform Protocolului de la Kyoto și la nivelul UE, ceea ce poate determina o creștere a prețului energiei, amplificată de vârsta înaintată a unor capacități de producție ce urmează a fi scoase din uz. Companiile de energie intenționează să crească producția de energie nucleară, după ce parlamentul finlandez a aprobat în iulie 2010 construirea altor doi reactori.

### Transporturile

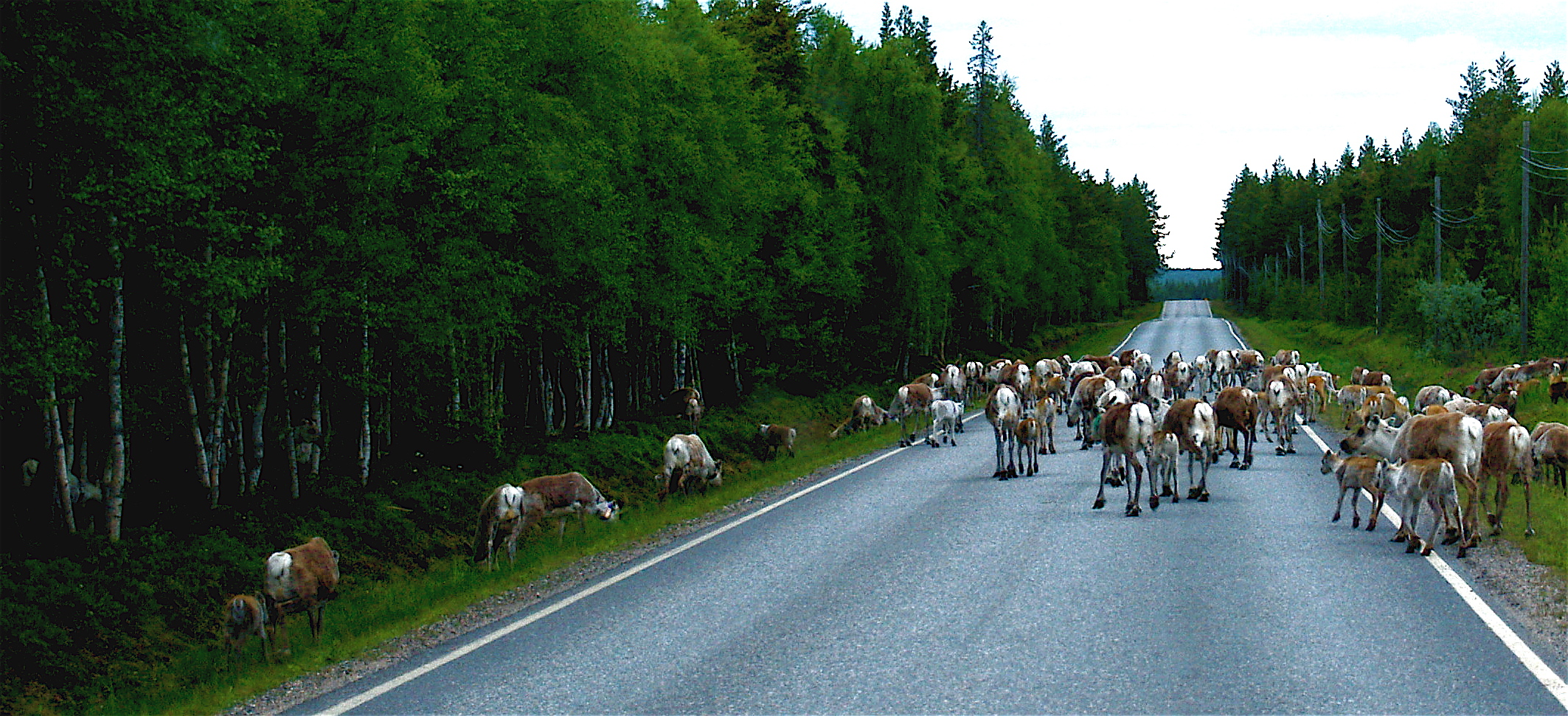
Animalele sălbatice, în principal elanii și renii, produc câteva mii de incidente rutiere anual.

Extinsa rețea de șosele este utilizată de mare parte din traficul de mărfuri și de călători. Cheltuielile anuale cu drumurile se ridică la 1 miliard de euro și sunt finanțate prin taxele pe autovehicule și pe combustibil, care se ridică la circa 1,5 miliarde de euro.

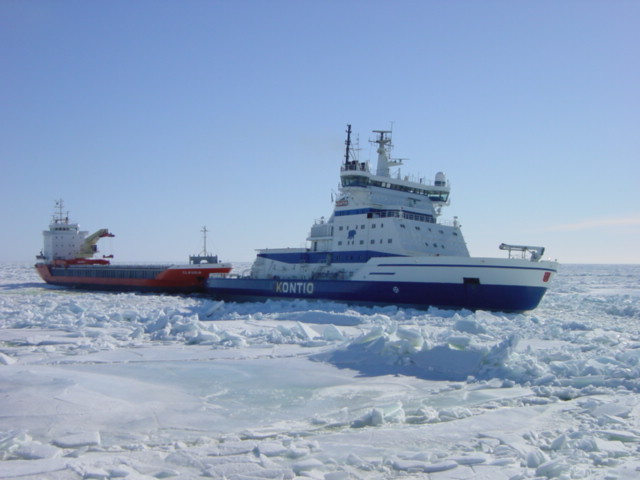
Spărgătoarele de gheață permit transportul naval chiar și timpul iernilor grele.

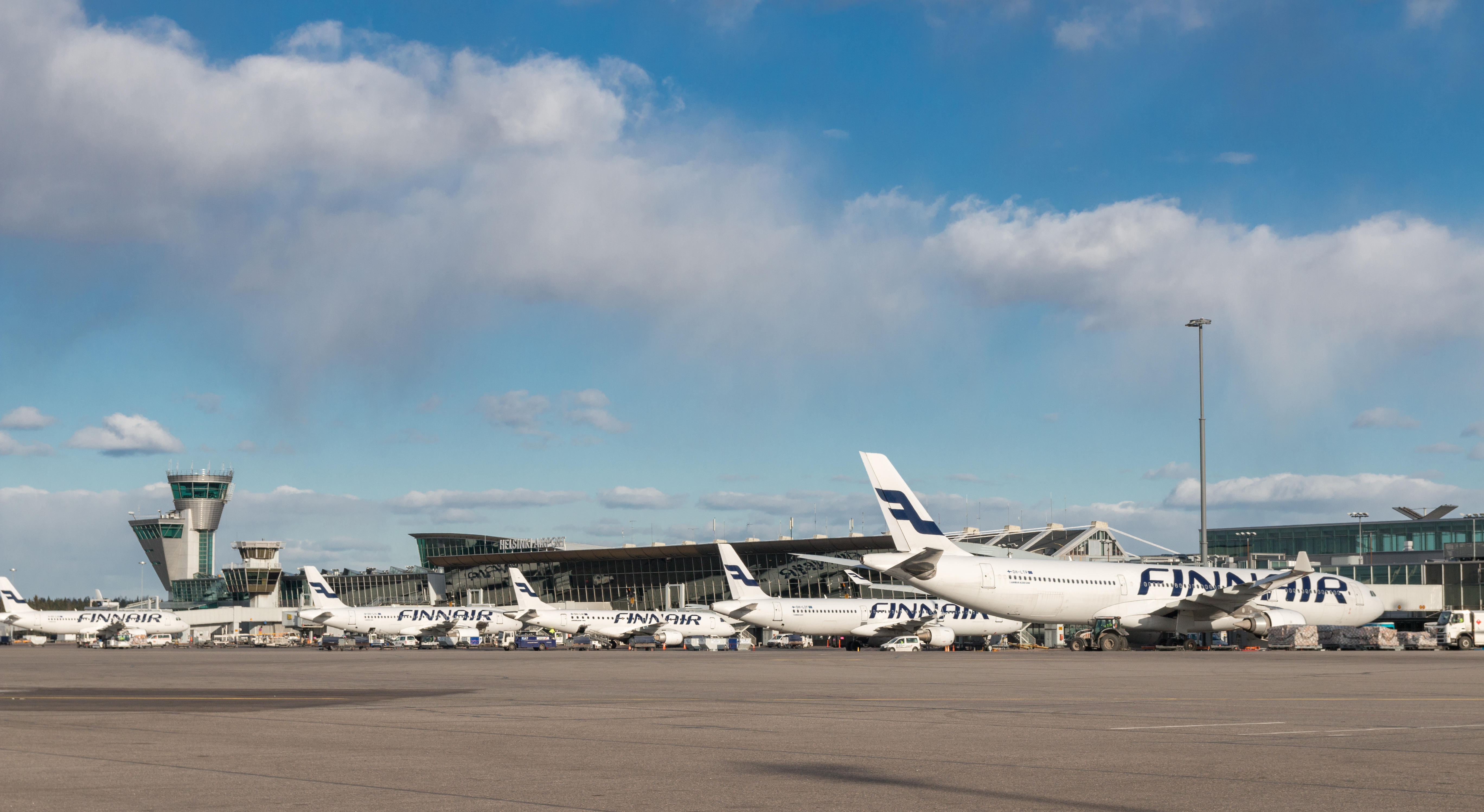
Aeroportul Helsinki-Vantaa este principalul aeroport al țării.

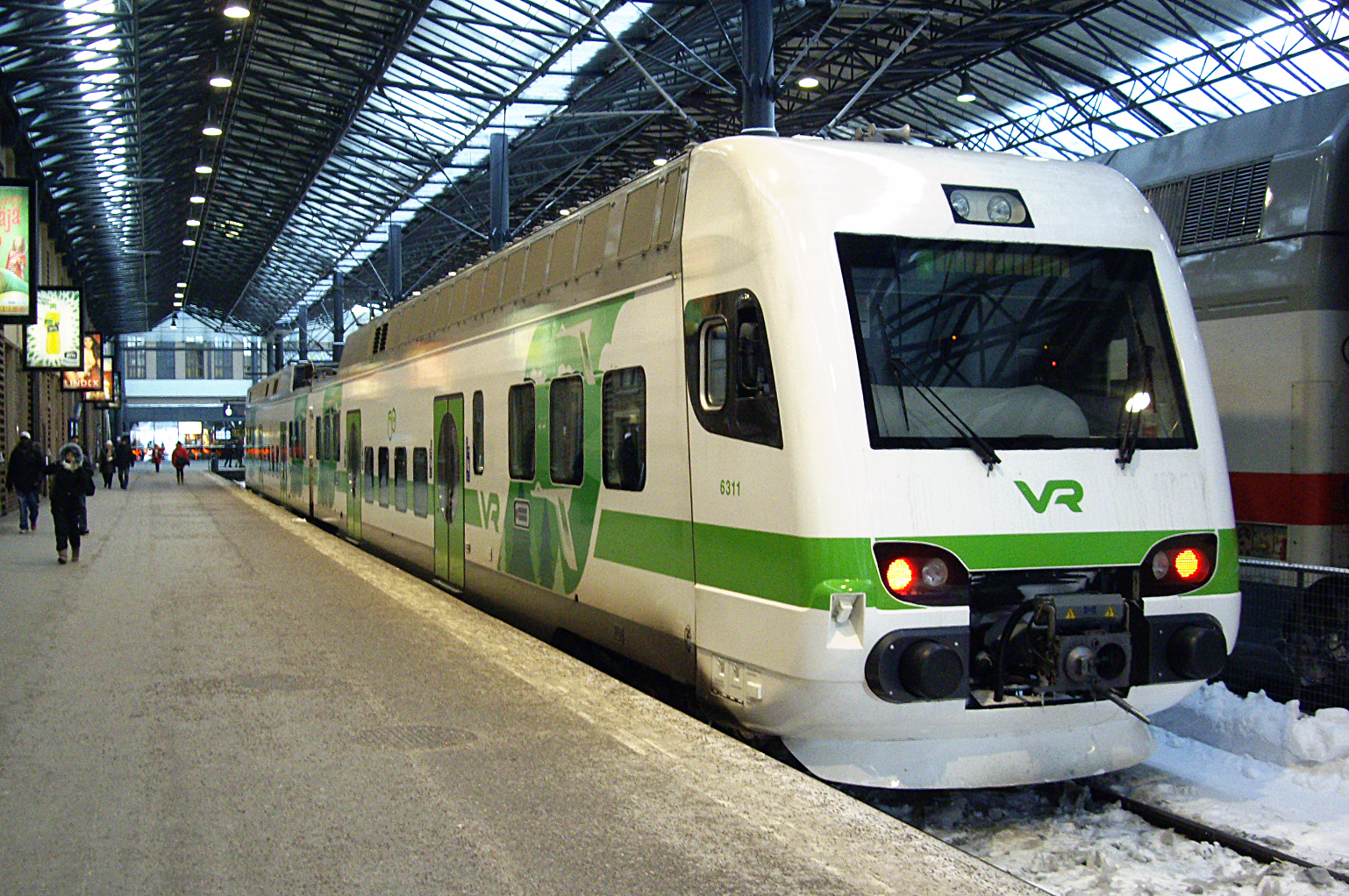
Compania de stat VR Group operează pe rețeaua feroviară ce deservește toate marile orașe.

Principalul aeroport este Aeroportul Helsinki-Vantaa cu circa 15 milioane de pasageri deserviți în 2011. Aeroportul Oulu este al doilea ca mărime, în țară existând circa 25 de aeroporturi ce deservesc curse regulate de pasageri. Companiile domiciliate la Helsinki-Vantaa, anume Finnair, Blue1⁠(d) și Finncomm Airlines⁠(d) oferă servicii de transport atât intern, cât și internațional. Helsinki are o poziție optimă pentru rutele de pe cercul mare (cele mai scurte și mai eficiente) între Europa de Vest și Orientul Îndepărtat.
În ciuda densității de populație reduse, guvernul cheltuiește anual circa 350 de milioane de euro pentru a întreține 5.865 km de cale ferată. Transportul feroviar este efectuat de compania de stat VR Group, care are o cotă de piață de 5% în transportul de călători (dintre care 80% sunt linii urbane în Helsinkiul metropolitan) și 25% din piața transportului de mărfuri. Din 12 decembrie 2010, Karelian Trains⁠(d), un joint venture între Căile Ferate Ruse și VR (Căile Ferate Finlandeze), efectuează transporturi cu trenuri Alstom Pendolino⁠(d) de mare viteză între gara Finleandski din Sankt Petersburg și gara centrală din Helsinki. Aceste linii sunt denumite „trenuri Allegro”. O călătorie de la Helsinki la Sankt Petersburg durează doar trei ore și jumătate.
Majoritatea transportului de marfă se face pe mare. Prețurile utilizării infrastructurii portuare sunt scăzute. Portul Vuosaari din Helsinki este cel mai mare port de mărfuri după terminarea sa în 2008, alte porturi fiind Kotka, Hamina, Hanko, Pori, Rauma și Oulu. Există trafic de pasageri de la Helsinki la Turku, de unde există legături de feribot către Tallinn, Mariehamn și Stockholm. Ruta Helsinki–Tallinn, una dintre cele mai utilizate rute de transport naval maritim din lume, este deservită și de o linie de elicoptere.

### Industria
Finlanda s-a industrializat rapid după al Doilea Război Mondial, atingând un PIB pe cap de locuitor echivalent cu cel al Japoniei și cel al Regatului Unit la începutul anilor 1970. La început, mare parte din dezvoltare s-a bazat pe două grupuri mari de industrii ce produceau pentru export, „industria metalelor” (metalliteollisuus) și „industria pădurilor” (metsäteollisuus). „Industria metalelor” cuprindea industria navală, siderurgică, constructoare de autovehicule, de mașini și electronice, precum și cea extractivă (oțel, cupru și crom). Cele mai mari vase de croazieră din lume se produc în șantiere navale finlandeze. „Industria pădurilor” (metsäteollisuus) cuprinde industria forestieră, prelucrarea lemnului, a celulozei și hârtiei, și este o ramură bazată pe resursele forestiere ample ale țării (77% din suprafață este acoperită cu păduri, majoritatea rapid regenerabile). În industria celulozei și hârtiei, multe dintre marile companii își au sediul în Finlanda (Ahlstrom-Munksjö⁠(d), Metsä Board⁠(d), UPM). Economia finlandeză s-a diversificat însă, extinzându-se în domenii cum ar fi electronicele (compania Nokia), metrologia (Vaisala⁠(d)), combustibililor (Neste⁠(d)), industria chimică (Kemira⁠(d)), consultanță în inginerie (Pöyry⁠(d)) și tehnologia informației (Rovio, cunoscută pentru jocurile Angry Birds), și nu mai este dominată de cele două sectoare ale metalelor și pădurilor. Similar, structura economică s-a schimbat, sectorul serviciilor crescând, iar producția industrială reducându-și importanța; agricultura este doar o parte minoră. În ciuda acestui fapt, producția pentru export este încă mai importantă decât în țările Europei de Vest, ceea ce face Finlanda să fie mai vulnerabilă la tendințele economice mondiale.
Pe baza raportului Economist Intelligence Unit din septembrie 2011, Finlanda a obținut al doilea loc în lume după Statele Unite în competitivitatea industriei IT, clasamentul fiind alcătuit după 6 indicatori-cheie: mediul general de afaceri, infrastructura tehnologică, capitalul uman, mediul legal, susținerea publică pentru dezvoltarea industriei, și peisajul din domeniul cercetării și dezvoltării.

### Politici publice
Politicienii finlandezi au imitat adesea celelalte țări nordice și modelul nordic. Nordicii au practicat un comerț liber și au primit cu brațele deschise imigranți bine pregătiți în domeniile lor de activitate de-a lungul a peste un secol, deși în Finlanda fenomenul imigrației este relativ nou. Nivelul de protecție în comerțul cu mărfuri este scăzut, cu excepția celui pentru produsele agricole.
Finlanda are niveluri ridicate de libertate economică în multe domenii, deși există o povară grea a taxelor. Finlanda se clasa în 2008 pe locul 16 în lume după Indicele Libertății Economice și pe locul 9 în Europa. În vreme ce sectorul manufacturier înflorește, OECD arată că cel al serviciilor ar putea beneficia de unele ameliorări ale politicilor publice.
Anuarul Mondial al Cometitivității din 2007 emis de IMD a plasat Finlanda pe locul 17 în clasamentul celor mai competitive țări. Indicele Forumului Economic Mondial din 2008 a pus-o însă pe locul 6. După ambii indicatori, performanța Finlandei se apropie de cea a Germaniei, și este semnificativ mai mare decât a altor țări europene.
Economiștii pun mare parte din creștere pe seama reformelor piețelor de produse. Conform OECD, doar patru țări din cele 15 state membre ale UE în 2004 au piețe de produse mai puțin reglementate (Regatul Unit, Irlanda, Danemarca și Suedia) și una singură (Danemarca) are o piață financiară mai puțin reglementată. Țările nordice au fost pioniere în Europa ale liberalizării mai multor piețe, cum ar fi cea a energiei și poștei. Sistemul legal este unul limpede iar birocrația în mediul de afaceri mult mai scăzută decât în alte țări. Drepturile de proprietate sunt bine protejate și acordurile contractuale sunt strict onorate. Finlanda este cea mai puțin coruptă țară din lume după Indicele de Percepție a Corupției și se clasează pe locul 13 după Indicele Ușurinței de a Face Afaceri. Acestea indică o ușurință excepțională a comerțului transfrontalier (locul 5), a aplicării contractelor (locul 7), a încheierii afacerilor (locul 5), a plății taxelor (locul 83).
Legislația finlandeză obligă toți angajații să respecte contractul național redactat o dată la câțiva ani pentru fiecare profesie și fiecare nivel de senioritate. Acordul devine universal aplicabil dacă este susținut de majoritatea angajaților, în practică de majoritatea membrilor de sindicat. Rata sindicalizării este mare (70%), în special în clasa medie (Akava ry⁠(d)—80%). Lipsa unui contract național într-o industrie se consideră situație excepțională.

### Turism

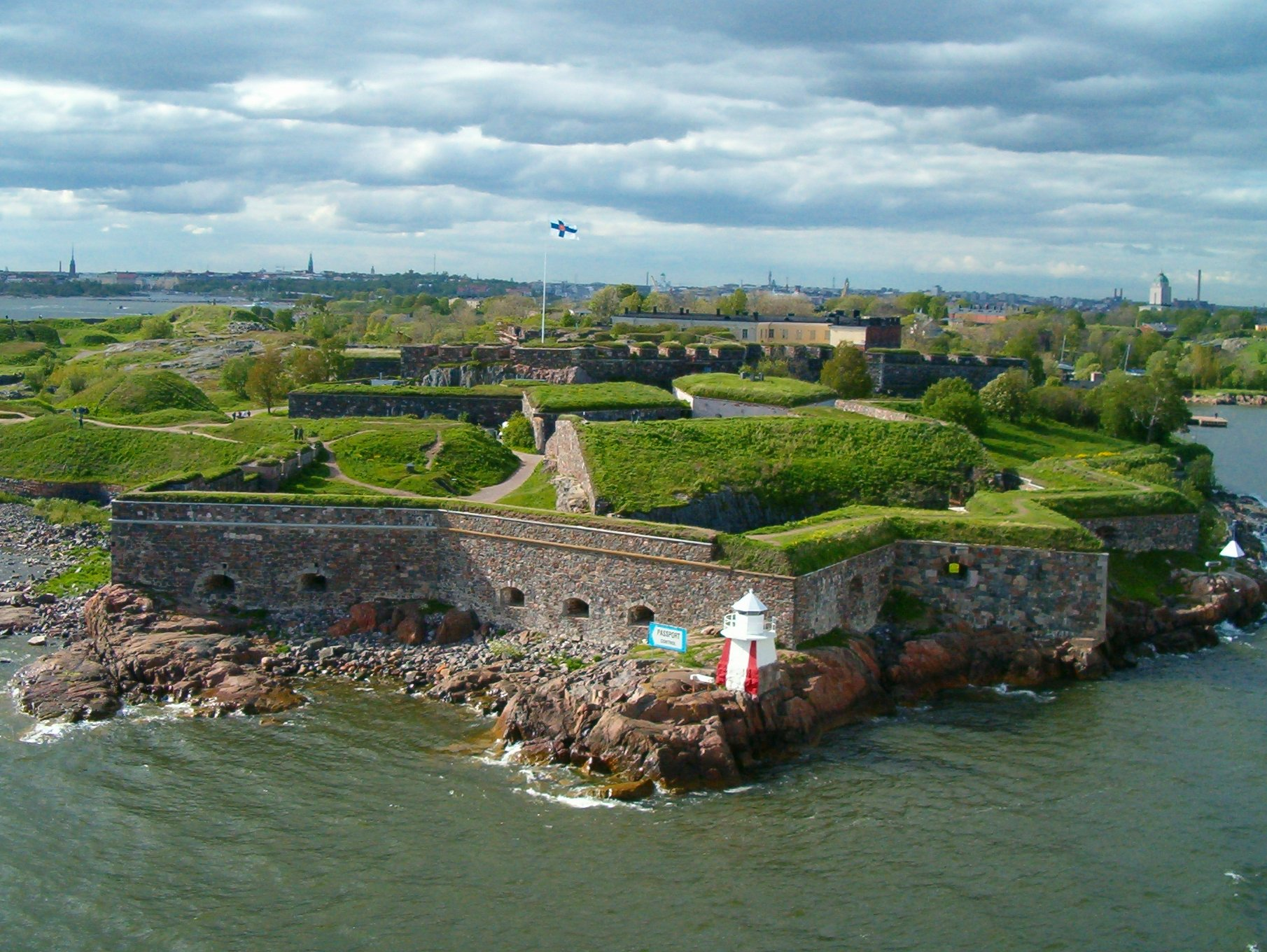
Acum în interiorul orașului Helsinki, Suomenlinna este un sit în patrimoniul mondial UNESCO și este formată dintr-o cetate marină locuită construită pe șase insule. Este una dintre cele mai populare atracții turistice ale Finlandei.

În 2005, turismul finlandez a adus încasări de peste 6,7 miliarde de euro, cu o creștere de 5% față de anul anterior. Mare parte din creștere se poate pune pe seama globalizării și modernizării țării, precum și pe creșterea publicității pozitive și a calității percepției țării în lume. Atracțiile turistice ale Finlandei au adus peste 4 milioane de turiști în 2005.
Peisajul Finlandei este acoperit cu păduri dese de conifere, dealuri line și este completat de un labirint de lacuri și golfuri. Mare parte din teritoriul țării este teren virgin, și cuprinde 37 de parcuri naționale ce se întind de la țărmul Golfului Finlandei în sud la marile fjelluri din Laponia. Este și o regiune urbanizată cu multe atracții turistice culturale.
Croazierele comerciale între marile orașe de coastă și porturi ale Regiunii Baltice, inclusiv Helsinki, Turku, Tallinn, Stockholm și Travemünde⁠(d), joacă un rol important în turismul local. Finlanda este considerată a fi țara lui Moș Crăciun, care ar trăi în nordul Laponiei. La nord de cercul polar de nord, în timpul iernii, soarele nu răsare timp de mai multe zile și săptămâni, iar vara are loc fenomenul de nopți albe, în care soarele nu apune nici la miezul nopții. Laponia este atât de la nord, încât aurora boreală, o fluorescență a straturilor superioare ale atmosferei cauzată de vântul solar, se vede în mod regulat pe timp de toamnă, iarnă și primăvară. În cel mai nordic punct al Finlandei, în perioada solstițiului de vară, soarele nu apune timp de 73 de zile.
Activitățile sportive sunt schiul, golful, pescuitul, yahtingul, plimbările pe lac, drumețiile, caiacul. Fauna țării este abundentă. Observarea păsărilor este o activitate populară pentru iubitorii avifaunei, dar și vânatul este popular. Elanii și iepurii de câmp sunt principalul vânat. Olavinlinna Castle⁠(d) din Savonlinna găzduiește anual un festival de operă.

## Demografie
| Populația Finlandei, 1750–2020 | Populația Finlandei, 1750–2020 | Populația Finlandei, 1750–2020 | Populația Finlandei, 1750–2020 | Populația Finlandei, 1750–2020 |
| ------------------------------ | ------------------------------ | ------------------------------ | ------------------------------ | ------------------------------ |
| year                           |                                |                                |                                | population                     |
| 1750                           | 1750                           |                                | 421.500                        | 421.500                        |
| 1760                           | 1760                           |                                | 491.100                        | 491.100                        |
| 1770                           | 1770                           |                                | 561.000                        | 561.000                        |
| 1780                           | 1780                           |                                | 663.900                        | 663.900                        |
| 1790                           | 1790                           |                                | 705.600                        | 705.600                        |
| 1800                           | 1800                           |                                | 832.700                        | 832.700                        |
| 1810                           | 1810                           |                                | 863.300                        | 863.300                        |
| 1820                           | 1820                           |                                | 1.177.500                      | 1.177.500                      |
| 1830                           | 1830                           |                                | 1.372.100                      | 1.372.100                      |
| 1840                           | 1840                           |                                | 1.445.600                      | 1.445.600                      |
| 1850                           | 1850                           |                                | 1.636.900                      | 1.636.900                      |
| 1860                           | 1860                           |                                | 1.746.700                      | 1.746.700                      |
| 1870                           | 1870                           |                                | 1.768.800                      | 1.768.800                      |
| 1880                           | 1880                           |                                | 2.060.800                      | 2.060.800                      |
| 1890                           | 1890                           |                                | 2.380.100                      | 2.380.100                      |
| 1900                           | 1900                           |                                | 2.655.900                      | 2.655.900                      |
| 1910                           | 1910                           |                                | 2.943.400                      | 2.943.400                      |
| 1920                           | 1920                           |                                | 3.147.600                      | 3.147.600                      |
| 1930                           | 1930                           |                                | 3.462.700                      | 3.462.700                      |
| 1940                           | 1940                           |                                | 3.695.617                      | 3.695.617                      |
| 1950                           | 1950                           |                                | 4.029.803                      | 4.029.803                      |
| 1960                           | 1960                           |                                | 4.446.222                      | 4.446.222                      |
| 1970                           | 1970                           |                                | 4.598.336                      | 4.598.336                      |
| 1980                           | 1980                           |                                | 4.787.778                      | 4.787.778                      |
| 1990                           | 1990                           |                                | 4.998.478                      | 4.998.478                      |
| 2000                           | 2000                           |                                | 5.181.115                      | 5.181.115                      |
| 2010                           | 2010                           |                                | 5.375.276                      | 5.375.276                      |
| 2020                           | 2020                           |                                | 5.536.146                      | 5.536.146                      |
| Surse:                         |                                |                                |                                |                                |

Populația Finlandei este de circa 5.400.000 de locuitori. Finlanda are o densitate medie a populației de 16 locuitori pe kilometru pătrat, ceea ce reprezintă a treia cea mai scăzută densitate din toate țările Europei, după cele ale Norvegiei și Islandei. Populația Finlandei a fost dintotdeauna concentrată în părțile sudice ale țării, fenomen care a devenit și mai pronunțat cu ocazia urbanizării ce a avut loc în secolul al XX-lea. Cele mai mari orașe din Finlanda sunt cele din zona metropolitană Helsinki—Helsinki, Espoo și Vantaa. Alte orașe cu peste 100.000 de locuitori sunt Tampere, Turku, Oulu, Jyväskylä și Lahti.
Ponderea cetățenilor străini în Finlanda este de 3,4%, printre cele mai scăzute din Uniunea Europeană. Majoritatea provin din Rusia, Estonia și Suedia. Copiii străinilor nu primesc automat cetățenie finlandeză. Dacă sunt născuți în Finlanda și nu pot primi cetățenia niciunei alte țări, atunci pot primi cetățenie finlandeză.

### Limbile
Limbile oficiale ale Finlandei sunt finlandeza și suedeza. Finlandeza predomină la nivel național, în vreme ce suedeza este vorbită în unele zone de coastă din vest și sud, precum și în regiunea autonomă Åland. Limba sami este limbă oficială în regiunea nordică Laponia. Limba romani finlandeză și limbajul finlandez al semnelor sunt recunoscute în constituție. Limbile țărilor nordice și kareliana sunt și ele tratate special în unele contexte.
Limba maternă pentru 90% din populație este finlandeza, limbă din subgrupul finic al limbilor uralice. Ea este una dintre cele doar patru limbi oficiale ale Uniunii Europene care nu sunt de origine indo-europeană. Finlandeza este înrudită îndeaproape cu kareliana și cu estona și mai de departe cu limbile sami și cu maghiara.
Suedeza este limbă maternă pentru 5,4% din populație (Finlandezi de limbă suedeză).
În nord, în Laponia, trăiesc sami, o populație de circa 7.000 de persoane recunoscute ca grup etnic indigen. Circa un sfert dintre ei mai vorbesc o limbă sami ca limbă maternă. Trei limbi sami se vorbesc în Finlanda: limba sami de nord, Inari Sami și Q36388921⁠(d). Limba romani finlandeză este vorbită de circa 5.000–6.000 de persoane care vorbesc însă și finlandeza Finnish. Limbajul finlandez al semnelor este utilizat de 4.000–5.000 de persoane. Limba tătară este vorbită de o minoritate tătărească de circa 800 de persoane care s-au mutat în Finlanda în special în timpul dominației rusești între anii 1870 și 1920.
Drepturile minorităților (în special sami, finlandezii vorbitori de suedeză și romii) sunt protejate de constituție.
Între limbile vorbite de imigranți se numără rusa (1,1%), estona (0,6%), somaleza, engleza și araba.
Cele mai des vorbite limbi străine sunt engleza (63%), germana (18%), și franceza (3%). Engleza se studiază ca materie obligatorie în majoritatea școlilor din clasa a treia sau a cincea (la 9 sau 11 ani) în școala generală (în unele școli se învață alte limbi). Germana, franceza și rusa se pot studia ca a doua limbă străină din clasa a opta (la 14 ani; în unele școli pot fi și alte opțiuni). O a treia limbă străină poate fi studiată în liceu sau la facultate (de la 16 ani în sus).
Norvegiana și, parțial, daneza sunt reciproc inteligibile cu suedeza și deci sunt înțelese de o minoritate semnificativă, deși nu se studiază în școli decât puțin.

### Religia

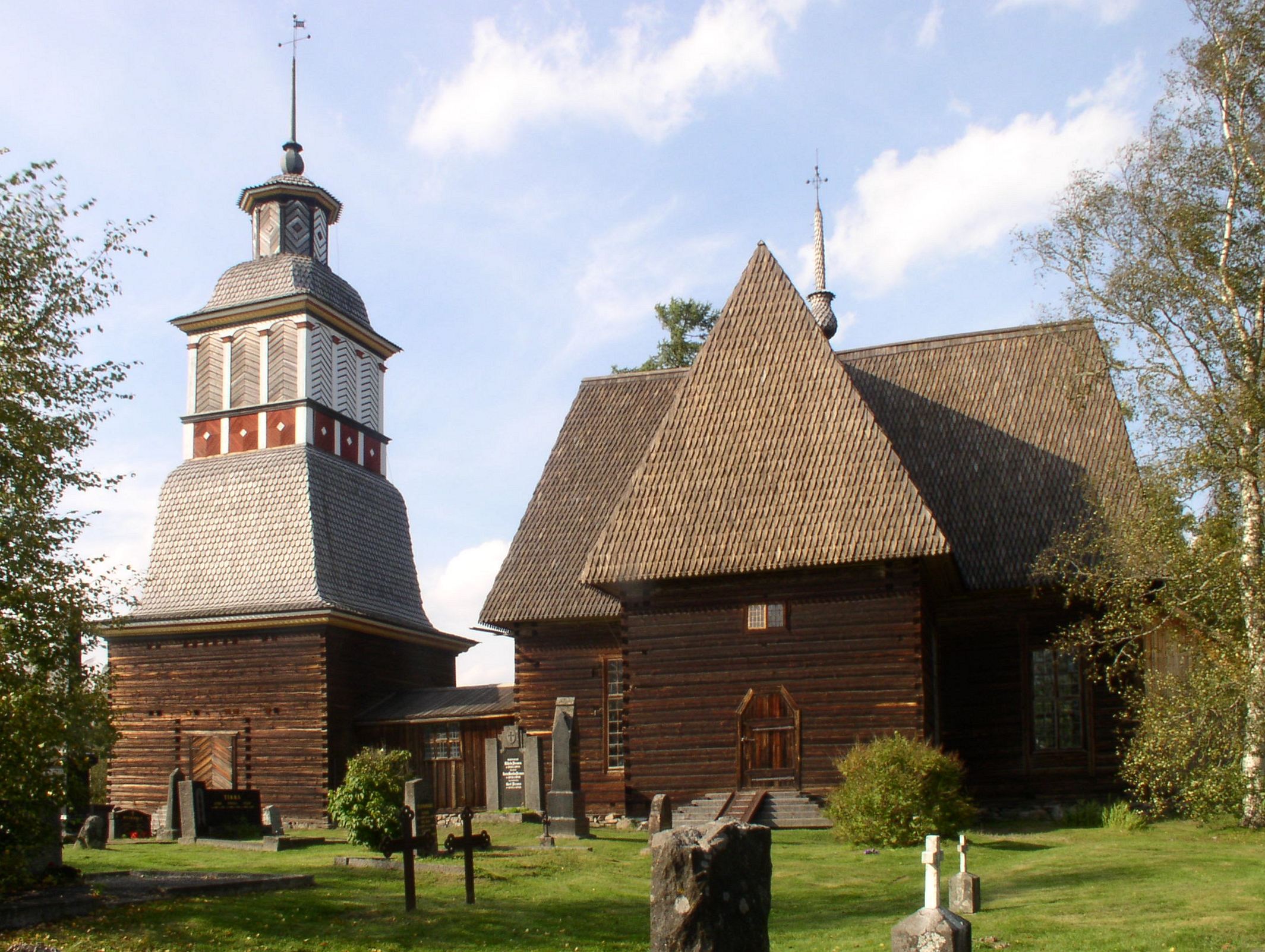
Vechea biserică Petäjävesi este o veche biserică de lemn luterană, monument istoric din patrimoniul mondial UNESCO.

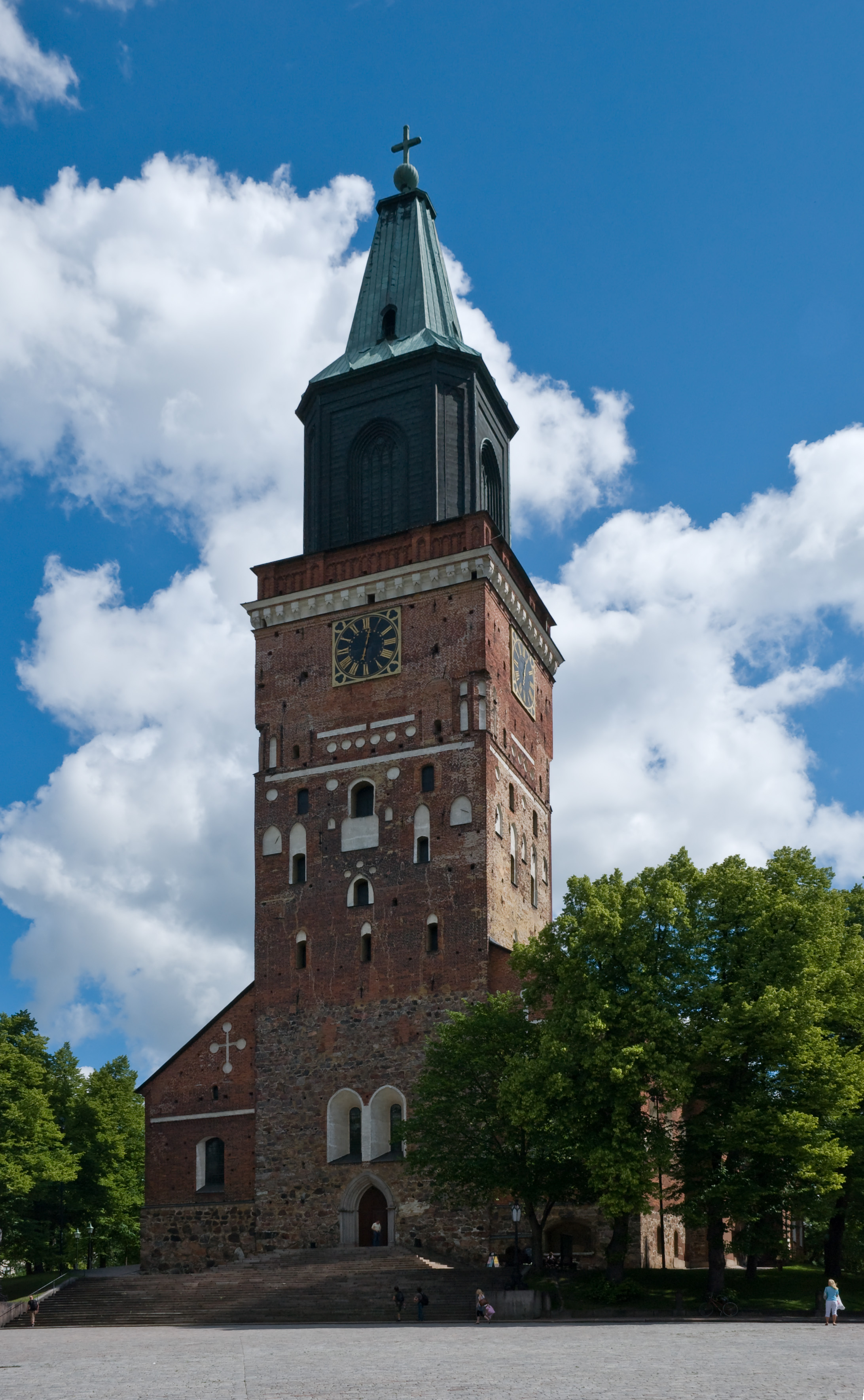
Catedrala din Turku este biserica-mamă a Bisericii Evanghelice-Luterane Finlandeze.

Circa 3,6 milioane (sau 65,2% la sfârșitul lui 2022) persoane aderă la Biserica Evanghelică Luterană Finlandeză, una dintre cele mai mari organizații luterane din lume, deși ponderea sa în populația țării a scăzut în ultimii ani. Al doilea grup ca mărime, reprezentând 32,0% din populație, nu are afiliere religioasă. O mică minoritate aparține Bisericii Ortodoxe Finlandeze (1,1%). Alte culte protestante, împreună cu Biserica Romano-Catolică sunt semnificativ mai mici, la fel ca și musulmanii, israeliții și alte comunități necreștine (în total, 1,8%). Bisericile luterană și ortodoxă sunt biserici naționale ale Finlandei, cu rol special ceremonial, dar și cu un anume rol în școli.
În 2022, 55,7% dintre copiii finlandezi erau botezați și 74,0% erau confirmați în 2022 la vârsta de 15 ani, și aproape toate înmormântările erau creștinești. Majoritatea luteranilor participă însă la biserică doar cu ocazii speciale, cum ar fi slujba de Crăciun, nunți și înmormântări. Biserica Luterană estimează că circa 2% din membrii săi participă săptămânal la slujbe. Numărul mediu anual de vizite la biserică în rândul persoanelor religioase este de circa două vizite. Conform Eurobarometrului din 2010, 33% dintre finlandezi au răspuns că „cred că există un Dumnezeu”; 42% au răspuns că „cred că există un fel de spirit sau forță vitală”; și 22% că „nu cred că există niciun fel de spirit, dumnezeu, sau forță vitală”. Conform datelor unui sondaj ISSP (2008), 8% se consideră „foarte religioși”, iar 31% „moderat religioși”. În același sondaj, 28% s-au declarat „agnostici” și 29% „nereligioși”.

### Sănătatea
Speranța de viață este de 82 de ani pentru femei și de 75 de ani pentru bărbați. În medie, există 307 de locuitori la fiecare medic. Circa 18,9% din sistemul sanitar este finanțat direct de gospodării și 76,6% prin taxe.
Un studiu recent al revistei medicale The Lancet a relevat faptul că Finlanda are cea mai mică rată a nașterilor de copii morți din 193 de țări, între care Regatul Unit, Franța și Noua Zeelandă. În aprilie 2012, Finlanda a fost plasată pe locul al doilea în clasamentul „Fericirii Naționale Brute” într-un raport publicat de The Earth Institute.

### Societatea
Viața de familie a finlandezilor se concentrează pe nucleul familiei. Relațiile cu familia extinsă⁠(en)[traduceți] sunt adesea mai degrabă distante și din acest motiv finlandezii nu formează clanuri mari cu greutate politică, sau alte structuri similare. Conform UNICEF, Finlanda se află pe locul al patrulea în lume după calitatea vieții copiilor.
După examinarea poziției femeilor în diverse țări ale lumii, Population Crisis Committee din Washington a raportat în 1988 că Finlanda era unul dintre cele mai bune locuri din lume unde pot trăi femeile, după Suedia, și înaintea Statelor Unite. Grupul a ajuns la această concluzie după ce a analizat condițiile de sănătate, educație și legale care afectează viețile femeilor. Finlandezele au fost primele femei din Europa care au primit drepturi politice, iar în anii 1980 deja constituiau circa o treime din parlamentari și dețineau mai multe posturi ministeriale. În anii 1980, circa 75% din femeile adulte lucrau în afara casei; ele alcătuiau 48% din forța de muncă. Finlandezele erau la fel de bine educate ca bărbații din țara lor și, în unele cazuri, numărul de femei care studiau la nivel universitar, era puțin mai mare decât cel de bărbați. Pe lângă un sistem de asistență socială în extindere, care după al Doilea Război Mondial a ajuns să le ofere asistență substanțială în zona nașterii și creșterii copiilor, femeile au obținut și alte drepturi legale care le-au adus aproape de completa egalitate cu bărbații.
Totuși, în câteva cazuri, mica mișcare feministă din țară a continuat să susțină că condițiile în care trăiau femeile încă mai aveau nevoie de îmbunătățire, în special inegalitatea salariilor. Deși femeile alcătuiau puțin sub forța de muncă și aveau o tradiție de renunțare la munca casnică, ele primeau doar două treimi din salariile plătite bărbaților.
Legea Egalității, intrată în vigoare în 1987, a reprezentat un angajament al țării de a atinge completa egalitate între sexe. La sfârșitul anilor 1980, a apărut un tabel cu obiective de îndeplinit în anii rămași din secolul al XX-lea. Se punea accentul pe egalitatea pentru toată lumea, nu doar pe protecția femeilor. S-au depus eforturi nu doar pentru introducerea femeilor în meserii dominate de bărbați, dar și pe aducerea bărbaților în domenii tradițional asociate cu femeile, cum ar fi îngrijirea copiilor, sau educația elementară. Un alt obiectiv a fost ca femeile să ocupe o pondere egală a posturilor de decizie. Finlanda se clasează pe locul al doilea în Raportul Global al Diferenței între Sexe pe 2012.
În 1906, Finlanda a fost prima țară din lume care a adoptat votul universal și dreptul universal de a fi ales pentru toți cetățenii adulți, inclusiv femeile.

## Cultură

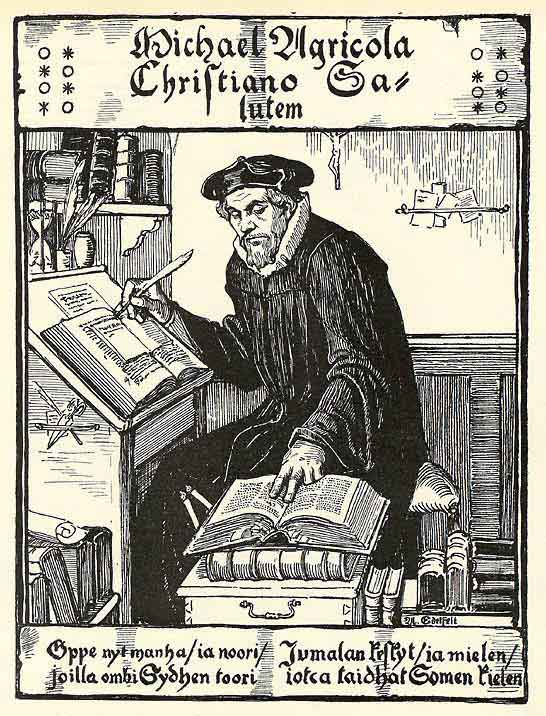
Mikael Agricola, părintele limbii finlandeze scrise.

### Educație și știință

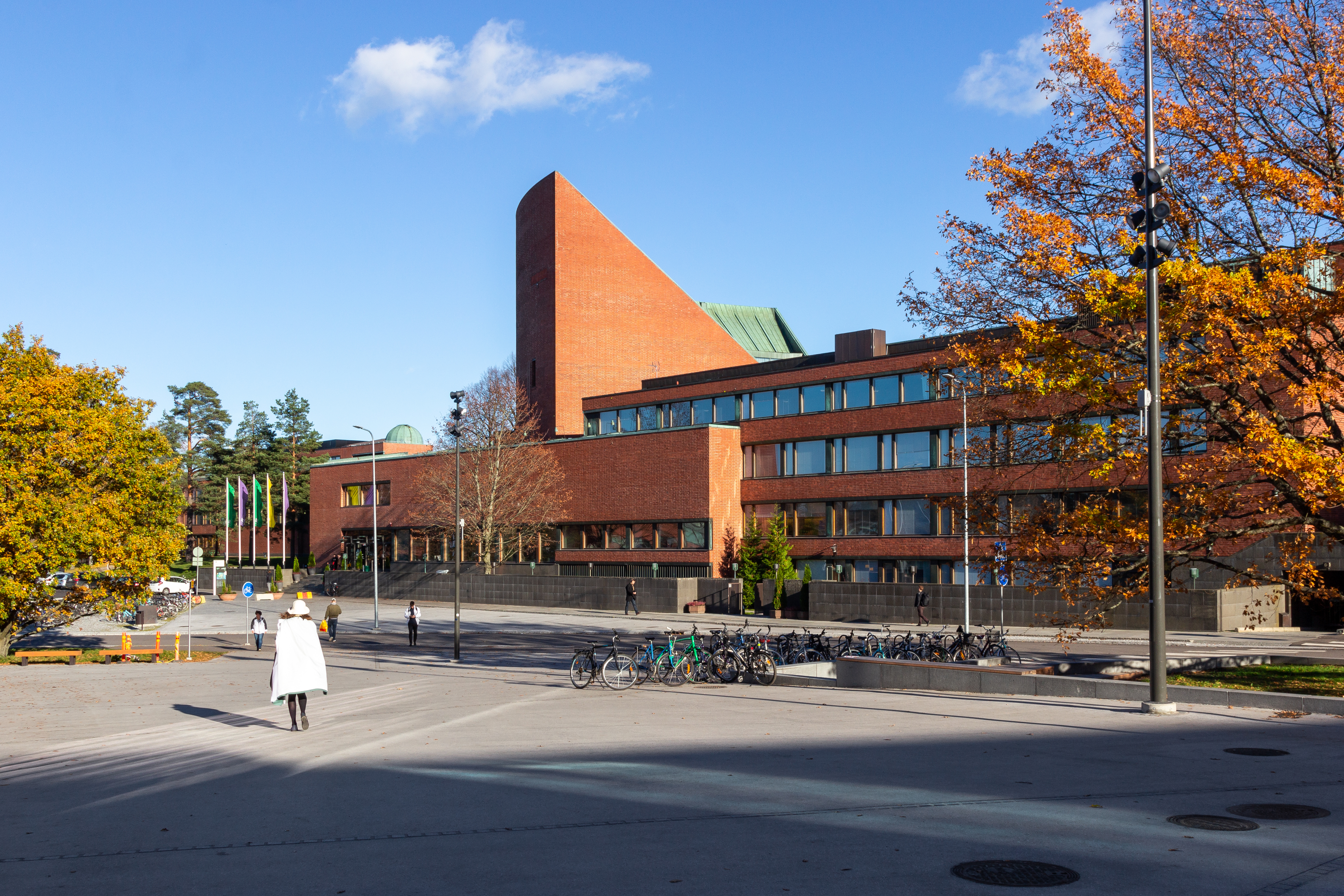
Amfiteatrul de la clădirea principală a en, proiectat de Alvar Aalto.

Mare parte din învățământul preuniversitar este organizat la nivel local. Deși multe școli au început ca școli private, astăzi doar circa 3% din elevi învață în școli private (mai ales în Helsinki, cum ar fi SYK⁠(en)[traduceți]), mult mai puțin ca în Suedia și ca în majoritatea celorlalte țări dezvoltate. Educația preșcolară este rară în raport cu alte țări din UE, educația formală începând de regulă la vârsta de 7 ani. Școala primară dureaza șase ani, iar cea gimnazială —trei. Majoritatea școlilor sunt administrate de oficiali locali.
Curriculumul flexibil este stabilit de Ministerul Educației și de Comisia pentru Educație. Învățământul este obligatoriu între 7 și 16 ani. După gimnaziu, absolvenții pot intra direct în câmpul muncii, sau se pot înscrie la școli profesionale sau licee. Școlile profesionale pregătesc elevi pentru a practica diferite meserii. Liceele sunt orientate academic și au criterii de admitere mai stricte, ele pregătind elevii pentru examenul de Abitur și pentru învățământul universitar. Absolvirea unei școli profesionale sau promovarea Abiturului califică un elev pentru admiterea în învățământul superior.
La nivel universitar, există două sectoare destul de separate și neinteroperabile: politehnicile, orientate profesional; și universitățile centrate pe cercetare. Educația este gratuită și cazarea este acoperită în mare măsură de către guvern prin subvenții pentru studenți. În țară funcționează 20 de universități și 30 de politehnici. Universitatea Helsinki se află pe locul 75 în clasamentul universităților pe 2010. Forumul Economic Mondial plasează învățământul universitar finlandez pe primul loc în lume. Circa 33% din locuitori au absolvit cursurile universitare, cifră similară cu celelalte țări nordice și mai mare decât majoritatea celorlalte țări membre ale OECD cu excepția Canadei (44%), Statelor Unite (38%) și Japoniei (37%). Ponderea studenților străini este de 3%, una dintre cele mai mici din OECD, iar la nivelul programelor avansate (masterat, doctorat etc.) ponderea este de 7,3%, tot sub media OECD de 16,5%.
Peste 30% din absolvenții învățământului superior sunt în domenii științifice. Îmbunătățirile forestiere, știința materialelor, științele mediului, rețelele neurale, fizica temperaturilor joase, cercetările neurologice, biotehnologia, tehnologia genetică și comunicațiile sunt toate exemple de domenii în care cercetătorii finlandezi au avut un impact important.
Finlanda are o lungă tradiție de educație a adulților, și până în anii 1980 un milion de finlandezi beneficiau de educație de diferite feluri în fiecare an. 40% dintre ei iau cursuri din motive profesionale. Educația adulților a apărut în mai multe forme, cum ar fi școli gimnaziale la seral, instituții civice și muncitorești, centre de studiu, centre de cursuri vocațîonale și licee populare. Centrele de studiu permit unor grupuri să urmeze planuri de studii alcătuite de ele, cu asistență educațională și financiară asigurată de stat. Liceele populare⁠(en)[traduceți] sunt o instituție specific nordică, apărută în Danemarca secolului al XIX-lea și s-au răspândit în toată regiunea. Adulții de toate vârstele pot sta acasă câteva săptămâni pentru a lua cursuri în domenii variate, de la meserii manuale până la economie.
Finlanda este deosebit de productivă în ce privește cercetarea științifică. În 2005, Finlanda se afla pe locul patru la numărul de publicații științifice pe cap de locuitor între țările OECD. În 2007, în Finlanda s-au depus 1.801 de patente.

### Literatura
Limba finlandeză scrisă poate fi considerată ca apărând odată cu traducerea Noului Testament de către Mikael Agricola în timpul Reformei Protestante, dar au fost realizate foarte puține opere literare în finlandeză până în secolul al XIX-lea, când a început o perioadă de romantism național. Atunci, Elias Lönnrot a cules poezii populare finlandeze și kareliene și le-a publicat sub titlul Kalevala, epopeea națională⁠(en)[traduceți] finlandeză. A fost o epocă de înflorire a poeților și romancierilor de limba finlandeză, cum au fost Aleksis Kivi și Eino Leino. Numeroși scriitori ai epocii renașterii naționale au scris în suedeză, ca poetul național Johan Ludvig Runeberg⁠(en)[traduceți] și Zachris Topelius⁠(en)[traduceți].
După ce Finlanda și-a dobândit independența, a crescut numărul scriitorilor moderniști⁠(en)[traduceți], cei mai cunoscuți fiind Mika Waltari de limbă finlandeză și Edith Södergran⁠(en)[traduceți] de limbă suedeză. Frans Eemil Sillanpää a primit Premiul Nobel pentru Literatură în 1939. Al Doilea Război Mondial a dus la o revenire la interesele naționale în raport cu gândirea internaționalistă caracterizată de Väinö Linna. În afară de Kalevala și Waltari, Tove Jansson (scriitor de limbă suedeză) este cel mai tradus scriitor finlandez. Între scriitorii moderni de succes se numără Arto Paasilinna, Ilkka Remes⁠(en)[traduceți], Kari Hotakainen⁠(en)[traduceți], Sofi Oksanen și Jari Tervo⁠(en)[traduceți], iar cel mai bun roman al anului primește prestigiosul Premiu Finlandia⁠(en)[traduceți].

### Arte vizuale

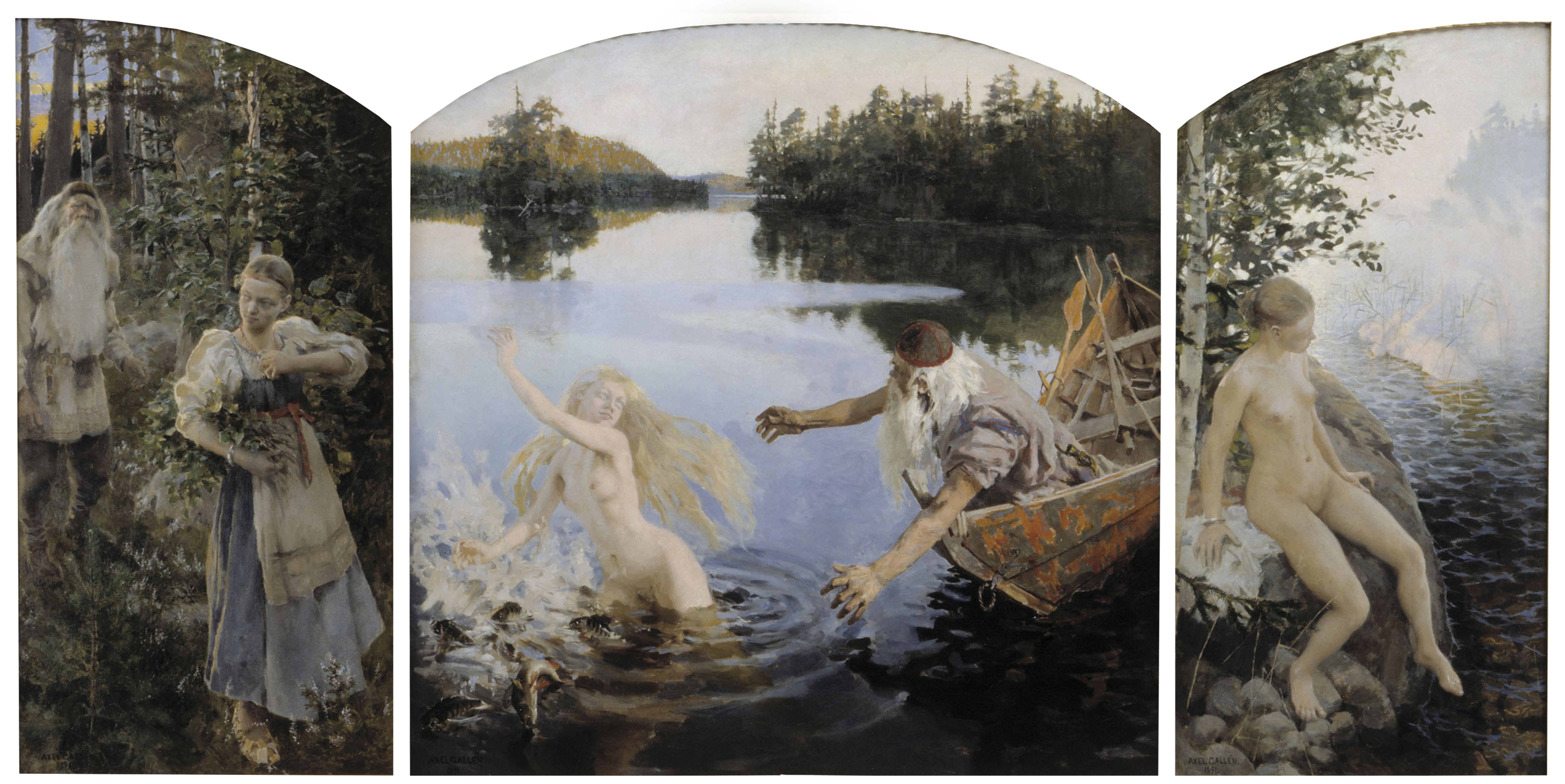
Artele, reprezentate de acest triptic ce redă povestea lui en din Kalevala au fost importante pentru promovarea ideii de popor finlandez.

Finlandezii au adus contribuții majore în domeniul artizanatului și designului industrial. Cel mai cunoscut sculptor al Finlandei în secolul al XX-lea a fost Wäinö Aaltonen, celebru pentru busturile și sculpturile sale monumentale. Arhitectura finlandeză este celebră în lume. Printre cei mai mari arhitecți finlandezi de anvergură internațională ai secolului al XX-lea se numără Eliel Saarinen (proiectantul celebrei gări centrale din Helsinki și al multor altor lucrări publice) și fiul său Eero. Alvar Aalto, care a contribuit la introducerea funcționalismului⁠(en)[traduceți] în Finlanda, este cunoscut și pentru designul său de mobilă, textile și sticlărie.

### Muzică

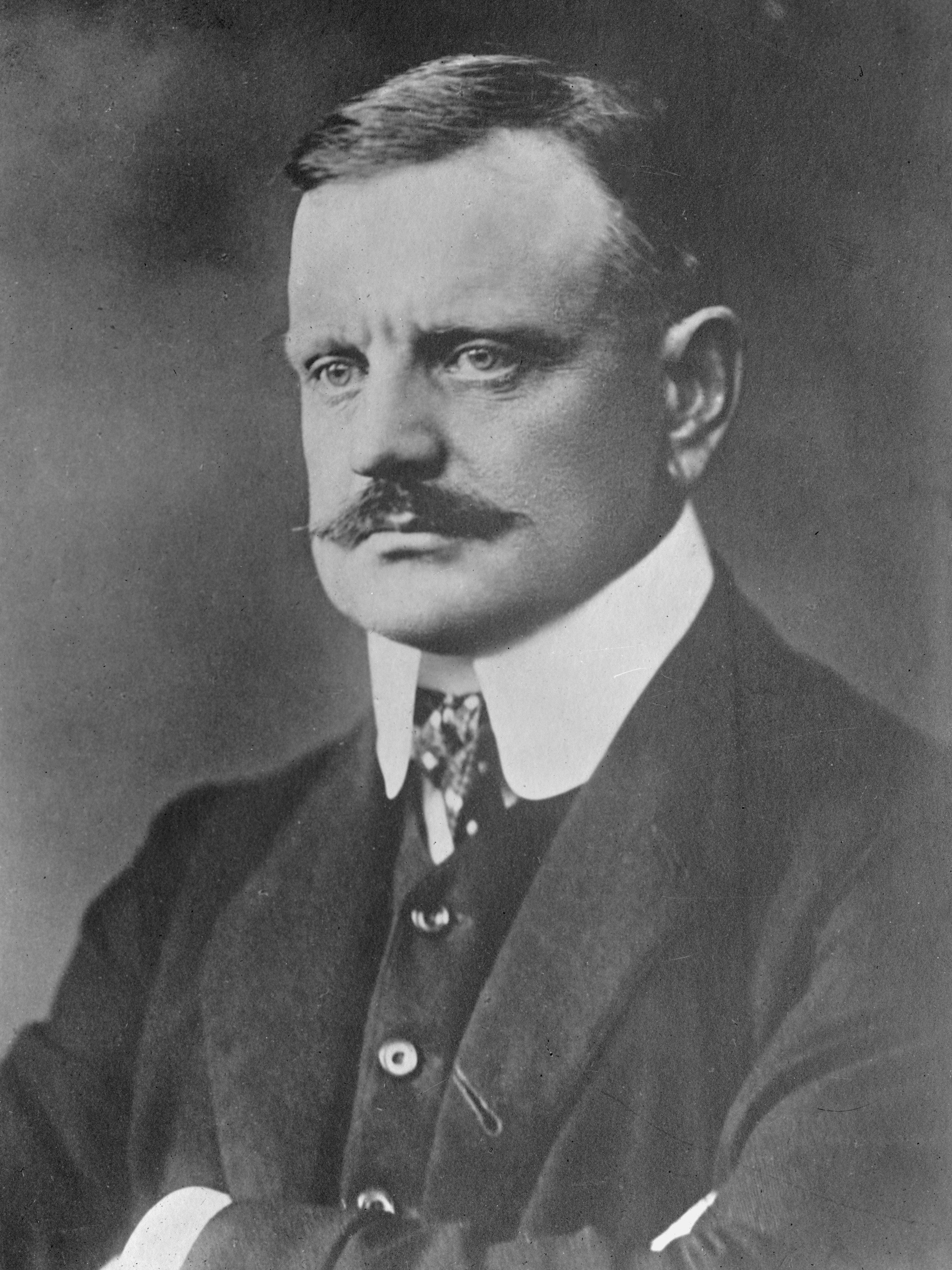
Compozitorul finlandez Jean Sibelius (1865–1957), figură importantă a muzicii clasice.

#### Muzica clasică
Mare parte din muzica clasică finlandeză este influențată de melodiile și versurile kareliene, cuprinse în Kalevala. Cultura kareliană este considerată cea mai pură expresie a credințelor și legendelor finice⁠(en)[traduceți], mai puțin influențată de influența germanică decât de muzica și dansul popular nordic⁠(en)[traduceți] care a înlocuit în mare parte tradiția kalevaică. Muzica populară finlandeză a trecut în deceniile recente printr-un proces de revigorare, revenind în prim-planul culturii populare.
Poporul Sami, trăitor în nordul Finlandei, Suediei și Norvegiei, este cunoscut în principal prin cântecele spirituale denumite Joik. Același cuvânt este folosit uneori pentru a face referire la cântece lavlu⁠(en)[traduceți] sau vuelie.
Prima operă finlandeză a fost scrisă de compozitorul de origine germană Fredrik Pacius în 1852. Pacius a scris și muzica poemului Maamme/Vårt land (Țara noastră), imnul național al Finlandei. În anii 1890, naționalismul finlandez s-a răspândit în cultură, pornind de la Kalevala, și Jean Sibelius a devenit celebru pentru simfonia sa vocală Kullervo⁠(en)[traduceți]. După aceea, el a primit fonduri pentru a studia cântăreții runo din Karelia și și-a continuat ascensiunea către titlul de cel mai de seamă muzician finlandez. În 1899, el a compus poemul simfonic Finlandia⁠(en)[traduceți], care a jucat un rol important în obținerea independenței de către Finlanda. El rămâne una dintre cele mai populare figuri naționale și un simbol al națiunii.
Astăzi, Finlanda are o scenă a muzicii clasice foarte animată, mulți dintre importanții compozitori finlandezi fiind încă în viață, cum ar fi Magnus Lindberg⁠(en)[traduceți], Kaija Saariaho⁠(en)[traduceți], Kalevi Aho⁠(en)[traduceți], Aulis Sallinen⁠(en)[traduceți] și Einojuhani Rautavaara⁠(en)[traduceți]. Pe lângă ei, activează și numeroși mari dirijori, cum ar fi Esa-Pekka Salonen⁠(en)[traduceți], Osmo Vänskä⁠(en)[traduceți], Jukka-Pekka Saraste⁠(en)[traduceți] și Leif Segerstam⁠(en)[traduceți]. Unii dintre muzicienii clasici cei mai cunoscuți pe plan mondial sunt Karita Mattila⁠(en)[traduceți], Soile Isokoski⁠(en)[traduceți], Pekka Kuusisto⁠(en)[traduceți], Olli Mustonen⁠(en)[traduceți] și Linda Lampenius⁠(en)[traduceți].

#### Muzica modernă

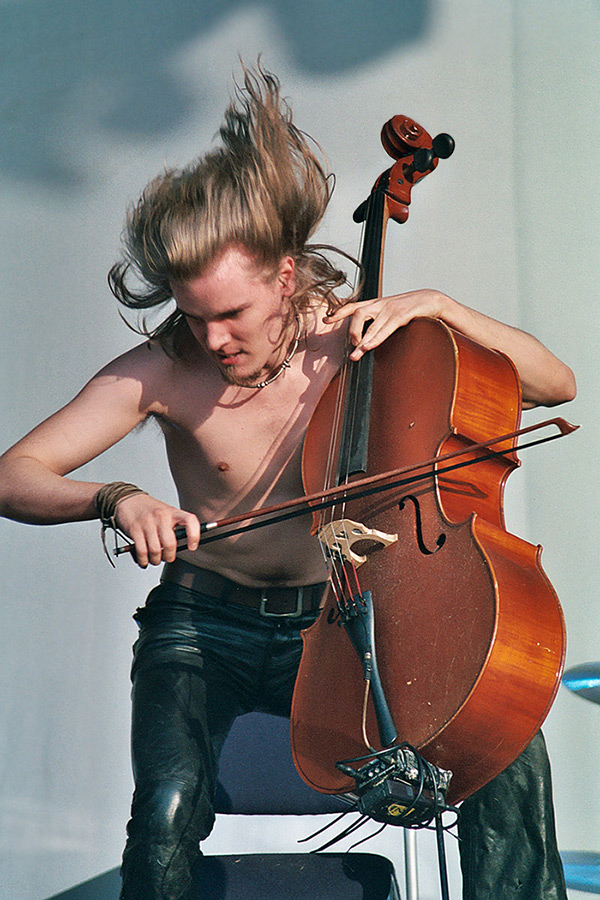
de la Apocalyptica.

La începutul anilor 1960, a apărut primul val important de formații rock finlandeze, cântând rock instrumental⁠(en)[traduceți] inspirat de formații ca The Shadows⁠(en)[traduceți]. Pe la 1964, Beatlemania⁠(en)[traduceți] a ajuns și în Finlanda, declanșând un nou ciclu de dezvoltare a scenei rock locale. Spre sfârșitul anilor 1960 și în anii 1970, muzicienii rock finlandezi au scris din ce în ce mai mult piesele lor în loc de a traduce în finlandeză hiturile internaționale. În acest din urmă deceniu, au căpătat anvergură formații de rock progresiv ca Tasavallan Presidentti⁠(en)[traduceți] și Wigwam⁠(en)[traduceți], care au devenit cunoscute și în afara țării, dar care nu au cunoscut succesul comercial decât în Finlanda. Aceeași soartă a avut-o și formația de rock and roll Hurriganes⁠(en)[traduceți]. Scena punk finlandeză a produs în anii 1980 câteva nume cunoscute, cum ar fi Terveet Kädet⁠(en)[traduceți]. Hanoi Rocks⁠(en)[traduceți] a activat în domeniul glam rockului în același deceniu, ei constituind sursa de inspirație a formației americane de hard rock Guns N' Roses.
În ultimele decenii, numeroase formații finlandeze de metal au devenit celebre în toată lumea, cele mai celebre fiind HIM și Nightwish (de la care a plecat vocalista Tarja Turunen lansată într-o carieră solo). Albumul formației HIM din 2005, intitulat Dark Light, a obținut discul de aur în Statele Unite. Apocalyptica este o altă formație finlandeză celebră în toată lumea, remarcabilă pentru amestecul dintre muzică clasică la instrumente cu corzi și heavy metalul clasic.
După ce formația finlandeză de hard rock/heavy metal Lordi a câștigat Concursul Muzical Eurovision din 2006, Finlanda a găzduit competiția în anul următor.

### Cinema
În industria cinematografică, regizori cunoscuți sunt Aki Kaurismäki⁠(en)[traduceți], Mauritz Stiller⁠(en)[traduceți], Spede Pasanen⁠(en)[traduceți] și regizorul și producătorul de la Hollywood Renny Harlin. Circa douăsprezece filme de lung metraj se realizează anual.

### Media și comunicații

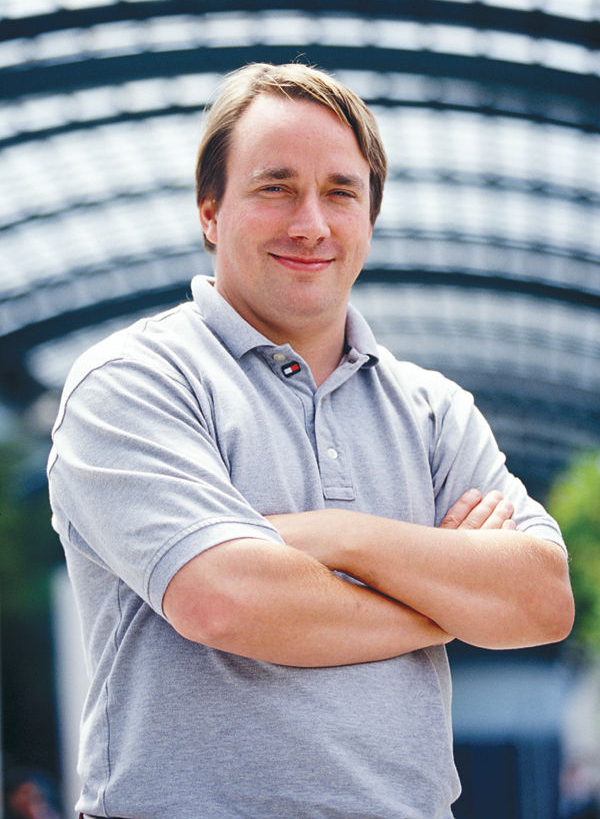
Linus Torvalds, inginerul software celebru pentru crearea popularului sistem de operare open-source Linux.

Mulțumită accentului pus pe transparență și pe egalitatea în drepturi, presa Finlandei este considerată cea mai liberă din lume.
Astăzi, funcționează circa 200 de ziare, 320 de reviste populare, 2.100 de reviste profesionale, 67 de posturi comerciale de radio, trei canale digitale de radio și șase posturi publice de radio, din care unul emite printr-o rețea de stații locale.
În fiecare an, apar circa 12.000 de titluri de carte și se vând 12 milioane de discuri.
Sanoma publică ziarul Helsingin Sanomat⁠(en)[traduceți] (cu un tiraj de 412.000 de exemplare, el fiind cel mai mare ziar din țară), tabloidul⁠(en)[traduceți] Ilta-Sanomat⁠(d), revista comercială Taloussanomat⁠(en)[traduceți] și postul de televiziune Nelonen⁠(en)[traduceți]. Celălalt mare trust de presă, Alma Media⁠(en)[traduceți] publică peste treizeci de reviste, inclusiv ziarul Aamulehti⁠(en)[traduceți], tabloidul Iltalehti⁠(en)[traduceți] și ziarul comercial Kauppalehti⁠(en)[traduceți]. Pe plan mondial, finlandezii, alături de alte popoare nordice și de japonezi, petrec cel mai mult timp citind ziare.
YLE, postul național de televiziune, operează cinci posturi TV și treisprezece de radio în ambele limbi naționale. YLE este finanțat printr-o taxă TV obligatorie și prin taxe plătite de difuzorii locali. Toate posturile de televiziune se emit digital, atât prin semnal terestru cât și prin cablu. Postul comercial de televiziune MTV3 și postul comercial de radio Radio Nova⁠(en)[traduceți] sunt deținute de Nordic Broadcasting (Bonnier⁠(en)[traduceți] și Proventus Industrier).
Circa 79% din populație folosește Internetul. Finlanda avea circa 1,52 de milioane de conexiuni la Internet de mare viteză la sfârșitul lui iunie 2007 sau circa 287 la 1.000 de locuitori. Toate școlile și bibliotecile publice finlandeze au conexiuni la Internet și calculatoare, și majoritatea locuitorilor dețin un telefon mobil. Serviciile cu valoare adăugată⁠(en)[traduceți] sunt rare. În octombrie 2009, Ministerul Transportului și Comunicațiilor din Finlanda s-a angajat să asigure că orice persoană din Finlanda să poată avea acces la Internet cu o viteză minimă de un megabit pe secundă până în iulie 2010.

### Bucătăria

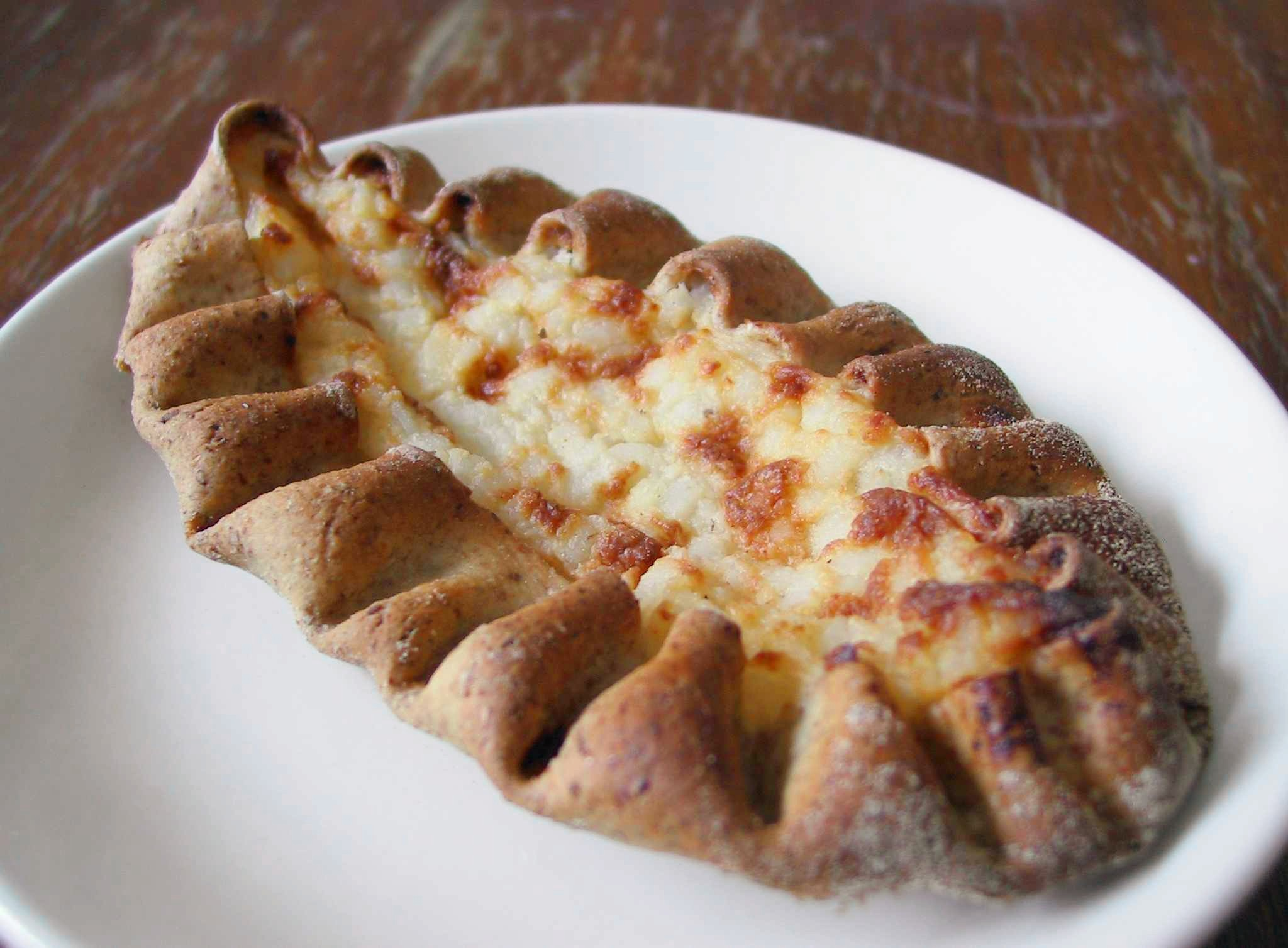
en (karjalanpiirakka) este un fel de mâncare finlandez tradițional făcut dintr-o crustă subțire de aluat de secară umplută cu orez. Înainte de a fi consumat, pe pateul fierbinte se întinde unt, adesea amestecat cu ou fiert (munavoi).

Bucătăria finlandeză este notabilă pentru combinarea în general a felurilor de mâncare țărănești tradiționale cu haute cuisine în stil contemporan de gătit. Peștele și carnea joacă un rol prominent în mâncarea finlandeză tradițională din vestul țării, în vreme ce în est mâncarea conține adesea legume și ciuperci. Refugiații din Karelia invadată de Rusia au contribuit cu felurile lor de mâncare specifică la bucătăria est-finlandeză.
Alimentele finlandeze utilizează adesea produse din cereale integrale (secară, orz, ovăz) și fructe de pădure (afine, merișoare, zmeură și cătină albă). Laptele și lactatele sunt utilizate adesea ca alimente, băuturi sau ingrediente. Diferite rădăcinoase sunt folosite în bucătăria tradițională, dar au fost înlocuite în mare parte cu cartoful după introducerea lui în secolul al XVIII-lea.
Conform statisticilor, consumul de carne roșie a crescut, dar finlandezii încă consumă mai puțină carne de vită și mai mult pește și carne de pasăre decât alte popoare, în special din cauza prețurilor mai mari ale cărnii de vită care vine din import.

### Sărbători legale
Toate sărbătorile legale din Finlanda sunt stabilite prin lege. Există sărbători legale creștine, inclusiv Crăciunul, Boboteaza, Paștele, Înălțarea, Rusaliile și Sărbătoarea Tuturor Sfinților, iar sărbătorile seculare sunt Ziua Muncii, Ziua Independenței, Anul Nou și Sânzienele. Crăciunul este cel mai fastuos sărbătorit, și cel puțin zilele de 24 și 26 decembrie sunt de obicei libere.

### Sport

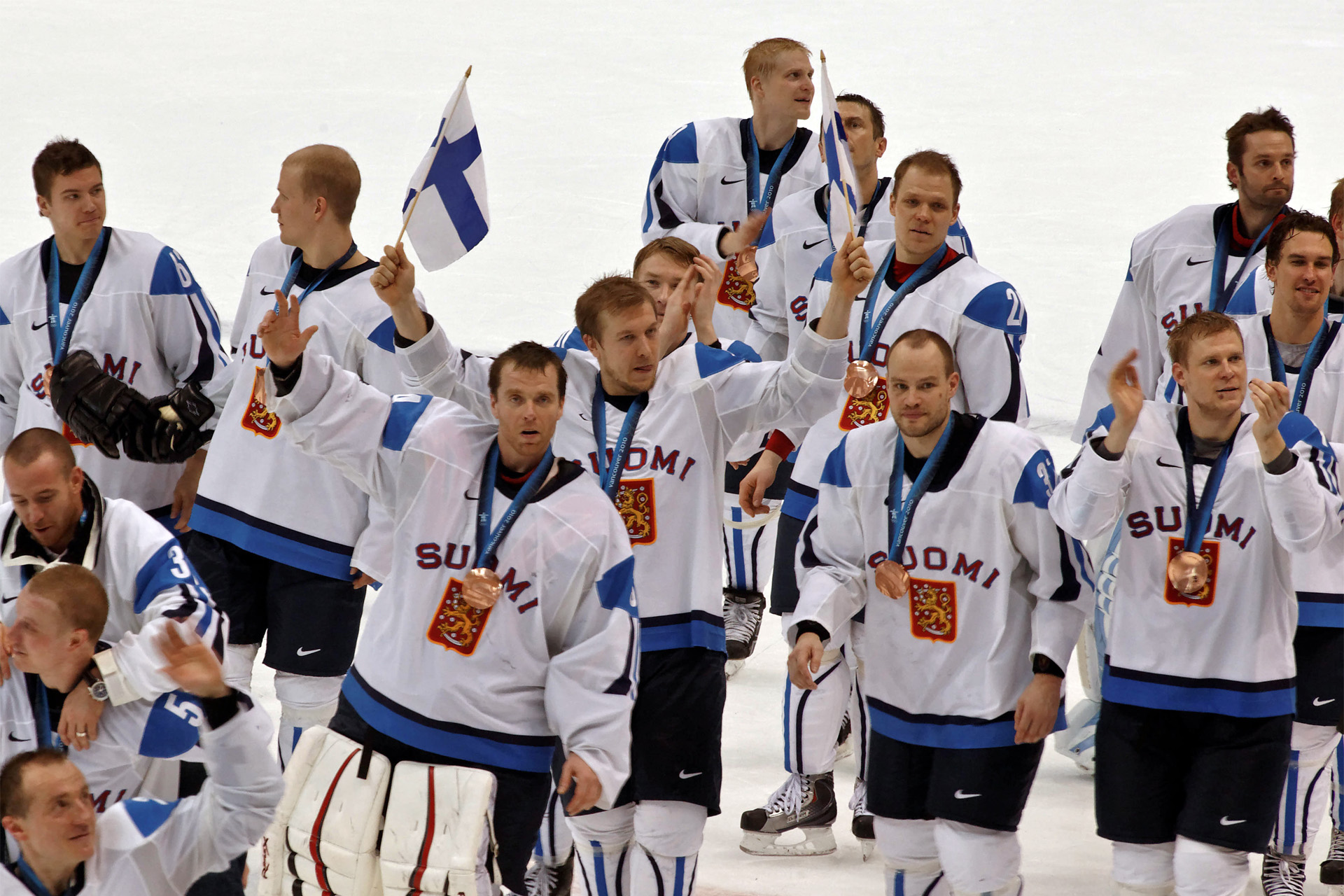
en este una din cele mai bune din lume, campioană mondială de două ori (1995 și 2011) și de cinci ori medaliată olimpică.

În Finlanda sunt populare mai multe tipuri de întreceri sportive. pesäpallo⁠(d), un joc asemănător cu baseballul, este sportul național al Finlandei, deși cele mai populare sporturi după numărul de spectatori sunt hocheiul pe gheață, atletismul, schiul fond, săriturile cu schiurile și Formula 1.
Finlanda este cea mai performantă țară în istoria olimpică după medalii pe cap de locuitor și medalii de aur pe cap de locuitor. Finlanda a participat pentru prima oară la Jocurile Olimpice în 1908, când încă avea statut de Mare Ducat autonom în cadrul Imperiului Rus. La Jocurile Olimpice de vară din 1912, așa-numitul Finlandez Zburător⁠(en)[traduceți] Hannes Kolehmainen a obținut trei medalii de aur.
Finlanda a devenit una dintre cele mai de succes țări la Jocurile Olimpice până la începutul celui de al Doilea Război Mondial. La Jocurile Olimpice de vară din 1924, Finlanda, țară cu doar 3,2 milioane de locuitori, a obținut al doilea loc la medalii. În anii 1920 și 1930, alergătorii finlandezi de cursă lungă au dominat Olimpiadele, Paavo Nurmi câștigând în total nouă medalii de aur între 1920 și 1928 și stabilind 22 de recorduri mondiale între 1921 și 1931. Nurmi este adesea considerat a fi cel mai mare sportiv finlandez și unul dintre cei mai mari atleți ai tuturor timpurilor.
Timp de peste un secol, sportivii și sportivele finlandeze au excelat la aruncarea suliței. Proba a adus Finlandei nouă medalii olimpice de aur, cinci titluri mondiale, cinci titluri europene și 24 de recorduri mondiale.
Pe lângă Kolehmainen și Nurmi, printre alți sportivi celebri și titrați ai Finlandei se numără fondiștii Ville Ritola și Lasse Virén; săritorii cu schiurile Matti Nykänen și Janne Ahonen; schiorii fondiști Veikko Hakulinen, Eero Mäntyranta, Marja-Liisa Kirvesniemi și Mika Myllylä; canotorul Pertti Karppinen⁠(en)[traduceți]; gimnastul Heikki Savolainen (gimnast)⁠(en)[traduceți]; hocheiștii pe gheață Jari Kurri⁠(en)[traduceți], Teemu Selänne și Saku Koivu; fotbaliștii Jari Litmanen și Sami Hyypiä; schiorii alpini Kalle Palander⁠(en)[traduceți] și Tanja Poutiainen; piloții de formula 1 Keke Rosberg, Mika Häkkinen și Kimi Räikkönen; piloții de raliuri cvadruplu-campioni mondiali Juha Kankkunen și Tommi Mäkinen, pilotul dublu campion mondial Marcus Grönholm, de 13 ori campionul mondial de Enduro⁠(en)[traduceți] Juha Salminen⁠(en)[traduceți], septuplul campion mondial Kari Tiainen⁠(en)[traduceți], și cvintuplii campioni Mika Ahola⁠(en)[traduceți] și Samuli Aro⁠(en)[traduceți].
Jocurile Olimpice de vară din 1952 au avut loc la Helsinki. Alte competiții sportive importante desfășurate în Finlanda au fost Campionatul Mondial de Atletism din 1983 și cel din 2005.
Alte sporturi practicate de finlandezi în scop recreativ sunt floorballul⁠(en)[traduceți], Nordic walking⁠(en)[traduceți], joggingul, ciclismul, schiul și fotbalul. Acesta din urmă este cel mai practicat sport de echipă după numărul de jucători legitimați, popularitatea sa fiind în permanentă creștere.

### Patrimoniu mondial
Pe lista patrimoniului mondial UNESCO sunt înscrise următoarele obiective din Finlanda:
- Vechiul oraș Rauma (1991)
- Cetatea Suomenlinna (1991)
- Biserica din Petäjävesi (1994)
- Fabrica veche de carton de la Verla (1996)
- Situl funerar din epoca de bronz de la Sammallahdenmäki (1999)
- Arhipelagul Kvarken (2000, 2006)
- Arcul geodezic Struve (pe teritoriul Finlandei) (2005)